# Молодечненский район
Молодечненский район (бел. Маладзе́чанскі раён, Маладэчанскі раён) — административная единица на северо-западе Минской области Республики Беларусь. Административный центр — город Молодечно.
Численность населения — 127 622 человек (на 1 января 2025 года).

## География
Расположен на северо-западе Минской области, граничит с Воложинским, Вилейским, Минским и Сморгонским районами. 75% территории района расположено на Минской возвышенности, рельеф холмистый.
Площадь — 1,39 тыс. км².
Основные реки — Березина, Вилия, её приток Уша.
31,6% территории района покрыто лесом.
В районе Радошковичей находится водораздел Вилейско-Минской водной системы.

## Геральдика
Первый герб утверждён решением № 38 исполкома Молодечненского городского Совета народных депутатов 17 марта 1988 года.
Новый герб утверждён решением Молодечненского городского Совета депутатов от 21 декабря 1999 года № 23 и зарегистрирован в Гербовом матрикуле Республики Беларусь 10 февраля 2000 года № 39.
Флаг учреждён Указом Президента Республики Беларусь от 21 июля 2008 года № 398 и зарегистрирован в Государственном геральдическом регистре Республики Беларусь 23 июля 2008 года под номером Б-130. Одобрен решением Молодечненского районного Совета депутатов от 17 октября 2007 года № 47.

## История
Район образован 15 января 1940 года на основании Указа Президиума ВС БССР "Об образовании районов в Барановичской, Белостокской, Брестской, Вилейской и Пинской областях Белорусской ССР". Центр — город Молодечно.
12 октября 1940 года район разделён на 15 сельсоветов: Беницкий, Великосельский, Городиловский, Заскевичский, Лебедевский, Литвенский, Марковский, Мароськовский, Мясотский, Носиловский, Полочанский, Раевщинский, Совловский, Хожовский, Ховхловский.
В период с 1940 по 1960 гг. входил в состав Вилейской области, которая в 1944 году переименована в Молодечненскую область.
С июля 1944 по июль 1946 года — Молодечненский обком ЛКСМБ возглавлял Пётр Миронович Машеров.
В 1950-х годах — Молодечненский обком КПБ возглавлял Сергей Осипович Притыцкий.
3 августа 1954 года в состав района из Ильянского района переданы деревни Кутляны и Сомали.
20 января 1960 года — упразднение Молодечненской области и вхождение Молодечненского района в состав Минской области, а также в состав района переданы 6 сельсоветов (Володьковский, Городокский, Дубровский, Красненский, Сычевичский, Ушевский) и городской посёлок Радошковичи упразднённого Радошковичского района.
25 декабря 1962 года — к Молодечненскому району присоединены 14 сельсоветов и город Воложин упразднённого Воложинского района (повторно образован 6 января 1965 года).
26 августа1991 года из части Красненского сельсовета образован Чистинский сельсовет.
В 1994 году деревня Великое Село Тюрлевского сельсовета Молодечненского района включена в городскую черту города Молодечно.
С 1999 по 2001 год — Молодечненский райисполком возглавлял Леонид Константинович Заяц.
В 2004 году в состав городского посёлка Радошковичи включена деревня Серебрянка.
31 мая 2005 года Молодечненский район и город Молодечно объединены в одну административно-территориальную единицу — Молодечненский район с административным центром в городе Молодечно.
24 января 2010 года упразднён Радошковичский поселковый Совет как территориальная единица, деревня Удранка включена в состав Радошковичского сельсовета.
28 июня 2013 года упразднены Граничский и Холхловский сельсоветы. Населённый пункт Рагозы Хожовского сельсовета в границах улиц Весенняя, Восточная, Мирная, Молодечненская, Приозёрная, Сонечная, Снежная включён в состав города Молодечно.

## Административное устройство
В районе 1 поселковый Совет — Радошковичский и 12 сельсоветов. 
- Городиловский
- Городокский
- Красненский
- Лебедевский
- Марковский
- Мясотский
- Олехновичский
- Полочанский
- Радошковичский
- Тюрлевский
- Хожовский
- Чистинский

Упразднённые сельсоветы:
- Граничский
- Холхловский

## Демография
На 1 января 2025 года численность населения района составляет 127 622 человек, из них городское — 94 439 человек (Молодечно — 88 290 человек, Радошковичи — 6 149 человек), сельское — 33 183 человек.
Численность населения — 128 742 человек (на 1 января 2024 года), из них городское — 95 282 человек (Молодечно — 89 068 человек, Радошковичи — 6 214 человек), сельское — 33 460 человек.
Население района составляет 129 236 человек (на 1 января 2023 года). Всего насчитывается 276 населённых пунктов. Район поделён на город Молодечно (89 268 человек), городской посёлок Радошковичи (6 225 человек) и 12 сельсоветов.
| Численность населения (по годам) | Численность населения (по годам) | Численность населения (по годам) | Численность населения (по годам) | Численность населения (по годам) | Численность населения (по годам) | Численность населения (по годам) | Численность населения (по годам) | Численность населения (по годам) | Численность населения (по годам) |
| 1996                             | 2001                             | 2002                             | 2003                             | 2004                             | 2005                             | 2006                             | 2007                             | 2008                             | 2009                             |
| -------------------------------- | -------------------------------- | -------------------------------- | -------------------------------- | -------------------------------- | -------------------------------- | -------------------------------- | -------------------------------- | -------------------------------- | -------------------------------- |
| 147 600                          | ▼145 437                         | ▼144 638                         | ▼143 666                         | ▼142 868                         | ▼141 934                         | ▼141 247                         | ▼140 640                         | ▼140 229                         | ▼139 382                         |
| 2010                             | 2011                             | 2012                             | 2013                             | 2014                             | 2015                             | 2016                             | 2017                             | 2018                             | 2019                             |
| ▼138 042                         | ▼137 138                         | ▼136 363                         | ▼136 223                         | ▼136 328                         | ▼136 797                         | ▲137 073                         | ▲137 320                         | ▼136 835                         | ▼136 237                         |
| 2020                             | 2021                             | 2022                             | 2023                             | 2024                             | 2025                             | 2026                             |                                  |                                  |                                  |
| ▼132 686                         | ▼131 759                         | ▼130 506                         | ▼129 236                         | ▼128 742                         | ▼127 622                         |                                  |                                  |                                  |                                  |

| Национальный состав по переписи 2009 года (всего — 138 375 человек) | Национальный состав по переписи 2009 года (всего — 138 375 человек) | Национальный состав по переписи 2009 года (всего — 138 375 человек) | Национальный состав по переписи 2009 года (всего — 138 375 человек) | Национальный состав по переписи 2009 года (всего — 138 375 человек) | Национальный состав по переписи 2009 года (всего — 138 375 человек) | Национальный состав по переписи 2009 года (всего — 138 375 человек) | Национальный состав по переписи 2009 года (всего — 138 375 человек) | Национальный состав по переписи 2009 года (всего — 138 375 человек) | Национальный состав по переписи 2009 года (всего — 138 375 человек) | Национальный состав по переписи 2009 года (всего — 138 375 человек) |
|                                                                     | белорусы                                                            | белорусы                                                            | русские                                                             | русские                                                             | украинцы                                                            | украинцы                                                            | поляки                                                              | поляки                                                              | армяне                                                              | армяне                                                              |
| ------------------------------------------------------------------- | ------------------------------------------------------------------- | ------------------------------------------------------------------- | ------------------------------------------------------------------- | ------------------------------------------------------------------- | ------------------------------------------------------------------- | ------------------------------------------------------------------- | ------------------------------------------------------------------- | ------------------------------------------------------------------- | ------------------------------------------------------------------- | ------------------------------------------------------------------- |
| Всего                                                               | 124 578                                                             | 90,03%                                                              | 9348                                                                | 6,76%                                                               | 1547                                                                | 1,12%                                                               | 873                                                                 | 0,63%                                                               | 161                                                                 | 0,12%                                                               |
| городское                                                           | 88 700                                                              | 88,88%                                                              | 7451                                                                | 7,47%                                                               | 1203                                                                | 1,21%                                                               | 727                                                                 | 0,73%                                                               | 119                                                                 | 0,12%                                                               |
| сельское                                                            | 35 878                                                              | 93,01%                                                              | 1897                                                                | 4,92%                                                               | 344                                                                 | 0,89%                                                               | 146                                                                 | 0,38%                                                               | 42                                                                  | 0,11%                                                               |
|                                                                     | азербайджанцы                                                       | азербайджанцы                                                       | татары                                                              | татары                                                              | литовцы                                                             | литовцы                                                             | евреи                                                               | евреи                                                               | грузины                                                             | грузины                                                             |
| Всего                                                               | 113                                                                 | 0,08%                                                               | 110                                                                 | 0,08%                                                               | 67                                                                  | 0,05%                                                               | 58                                                                  | 0,04%                                                               | 52                                                                  | 0,04%                                                               |
| городское                                                           | 91                                                                  | 0,09%                                                               | 77                                                                  | 0,08%                                                               | 45                                                                  | 0,05%                                                               | 51                                                                  | 0,05%                                                               | 30                                                                  | 0,03%                                                               |
| сельское                                                            | 22                                                                  | 0,06%                                                               | 33                                                                  | 0,09%                                                               | 22                                                                  | 0,06%                                                               | 7                                                                   | 0,02%                                                               | 22                                                                  | 0,06%                                                               |
|                                                                     | молдаване                                                           | молдаване                                                           | вьетнамцы                                                           | вьетнамцы                                                           | латыши                                                              | латыши                                                              | немцы                                                               | немцы                                                               | цыгане                                                              | цыгане                                                              |
| Всего                                                               | 51                                                                  | 0,04%                                                               | 41                                                                  | 0,03%                                                               | 28                                                                  | 0,02%                                                               | 27                                                                  | 0,02%                                                               | 20                                                                  | 0,01%                                                               |
| городское                                                           | 33                                                                  | 0,03%                                                               | 41                                                                  | 0,04%                                                               | 18                                                                  | 0,02%                                                               | 13                                                                  | 0,01%                                                               | 4                                                                   | <0,01%                                                              |
| сельское                                                            | 18                                                                  | 0,05%                                                               | 0                                                                   | 0                                                                   | 10                                                                  | 0,03%                                                               | 14                                                                  | 0,04%                                                               | 16                                                                  | 0,04%                                                               |

В 2018 году 17,9% населения района было в возрасте моложе трудоспособного, 56,2% — в трудоспособном, 25,9% — старше трудоспособного. Ежегодно в Молодечненском районе рождается 1500—1800 детей и умирает 1700—2000 человек. Коэффициент рождаемости — 11,4 на 1000 человек в 2017 году, коэффициент смертности — 12,8. В 2017 году наблюдалась естественная убыль населения (-192 человека, или -1,4 на 1000 человек), но в 2013—2016 годах наблюдался небольшой естественный прирост (от 1 до 42 человек). Сальдо внутренней миграции в 2017 году отрицательное (-193 человека), но в 2013—2016 годах было положительным. В 2017 году в Молодечненском районе было заключено 952 брака (6,9 на 1000 человек) и 476 разводов (3,5).
|                                               | 2010 | 2011 | 2012 | 2013 | 2014 | 2015 | 2016 | 2017 |
| --------------------------------------------- | ---- | ---- | ---- | ---- | ---- | ---- | ---- | ---- |
| Рождаемость (на 1000 человек)                 | 11,2 | 11,1 | 12,3 | 13,1 | 13,2 | 12,7 | 12,7 | 11,4 |
| Смертность (на 1000 человек)                  | 14,7 | 14,2 | 14   | 12,9 | 12,9 | 12,7 | 12,6 | 12,8 |
| Естественный прирост (на 1000 человек)        | -3,5 | -3,1 | -1,7 | +0,2 | +0,3 | 0    | +0,1 | -1,4 |
| Естественный прирост (в абсолютном выражении) | -485 | ...  | ...  | +26  | +42  | +1   | +4   | -192 |
| Миграционный прирост (в абсолютном выражении) | -419 | ...  | ...  | +79  | +427 | +275 | +143 | -193 |

## Транспорт

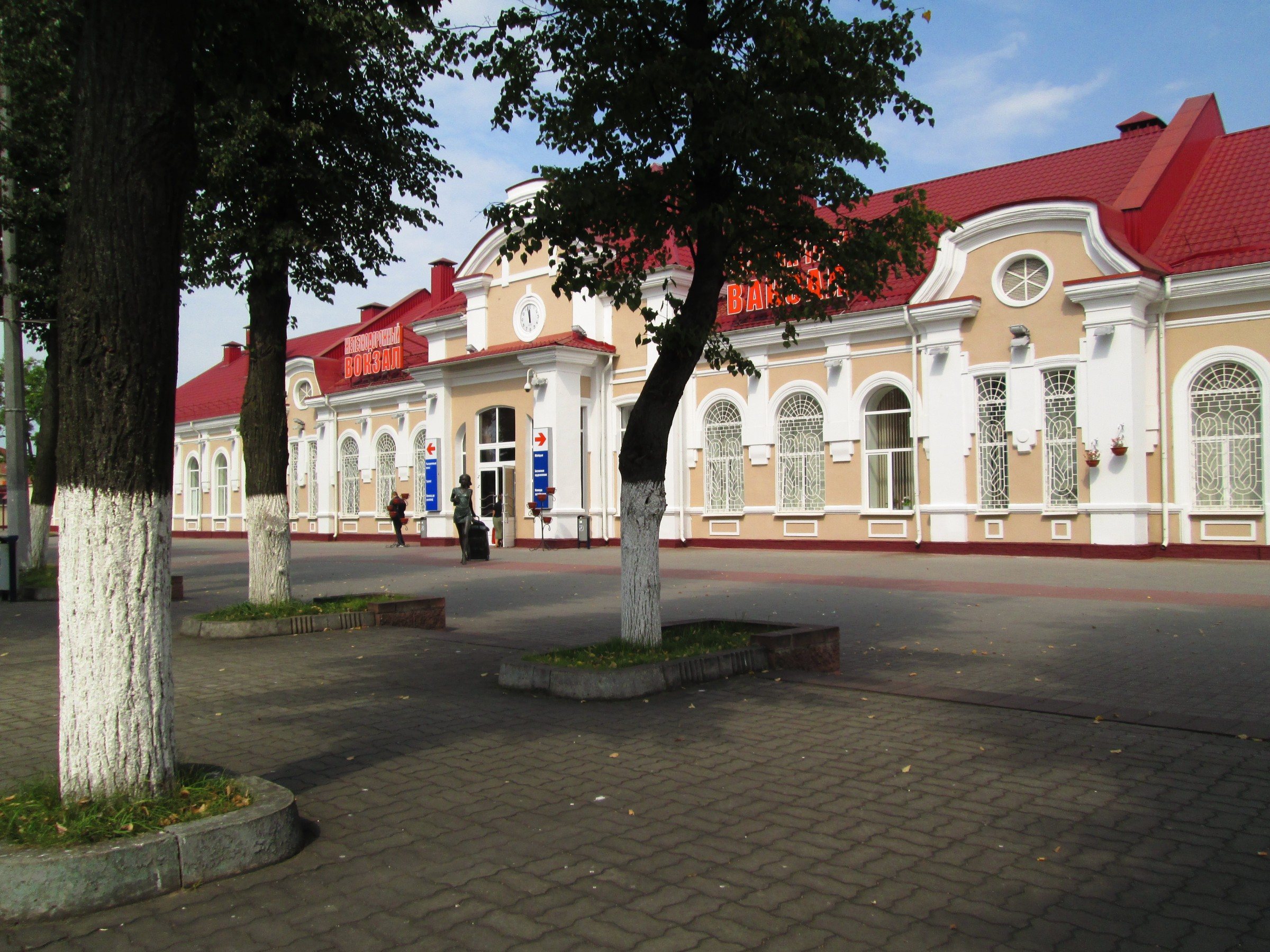
Железнодорожная станция Молодечно

Через район проходят автомобильные дороги республиканского значения Минск — Вильнюс, Молодечно — Вилейка — Мядель, Молодечно — Воложин.
В двух направлениях район пересекают железные дороги: сообщением Минск—Вильнюс (западное направление) и Полоцк—Лида (южное направление),
В Молодечно действуют 23 маршрута городских автобусов (в том числе 2 маршрутных такси), в районе — 45 пригородных маршрутов и 3 маршрута междугороднего сообщения.

## Экономика
Выручка от реализации продукции, товаров, работ, услуг за 2017 год составила 1702 млн рублей (около 851 млн долларов), в том числе 95,9 млн рублей пришлось на сельское, лесное и рыбное хозяйство (5,63%), 1117,4 млн на промышленность (65,65%), 100,4 млн на строительство (5,9%), 182,3 млн на торговлю и ремонт (10,71%), 206 млн на прочие виды экономической деятельности (12,1%).
Средняя зарплата работников в Молодечненском районе составила 85,6% от среднего уровня по Минской области.

### Промышленность
Большая часть промышленного потенциала района сконцентрирована в Молодечно, несколько промышленных предприятий строительной отрасли расположены в посёлках Радошковичи (керамический завод и фабрика «Белхудожкерамика», а также филиал производителя косметики СООО «Белор-дизайн») и Чисть (ОАО «Забудова»), предприятие по производству алкогольных напитков «Аквадив» расположено в деревне Малиновщина. «Аквадив» — один из крупнейших производителей крепких алкогольных напитков в стране и второй крупнейший налогоплательщик Минской области после Беларуськалия (2,5% всех налоговых поступлений в бюджет области).
Крупнейшие предприятия (более 10% объёма промышленного производства в районе) — мясоперерабатывающее ООО «Велес-Мит» (19,3%; бывший Молодечненский мясокомбинат, приватизированный Юрием Чижом в 2009 году, в настоящее время принадлежит Алексею Олексину), ОАО «Молодечненский молочный комбинат» (17,2%). От 3% до 9% промышленного производства обеспечивают ОДО «Юлайн» (производит замороженные мясные полуфабрикаты), СП «Минский мебельный центр» ООО, СООО «Малиновщизненский спиртоводочный завод-«Аквадив», ОАО «Молодечненский комбинат хлебопродуктов, ЗАО «Молодечномебель».

### Сельское хозяйство
В 2017 году сельскохозяйственные организации района собрали 68,4 тыс. т зерновых и зернобобовых культур при урожайности 38,2 ц/га, 344 т льноволокна при урожайности 9,3 ц/га, 90,3 тыс. т сахарной свёклы при урожайности 425 ц/га. Под зерновые культуры в 2017 году было засеяно 17,9 тыс. га пахотных площадей, под лён — 0,4 тыс. га, под сахарную свёклу — 2,1 тыс. га.
В 2017 году сельскохозяйственные организации района реализовали 7,9 тыс. т мяса скота и птицы и произвели 68 тыс. т молока (средний удой — 4938 кг). На 1 января 2018 года в сельскохозяйственных организациях района содержалось 34,9 тыс. голов крупного рогатого скота, в том числе 13,7 тыс. коров.

## Здравоохранение
В 2016 году в организациях Министерства здравоохранения Республики Беларусь, расположенных на территории района, работало 467 практикующих врачей (34 на 10 тысяч человек) и 1572 средних медицинских работника (114,6 на 10 тысяч человек). В больницах насчитывалось 922 койки (67,2 на 10 тысяч человек).

## Образование

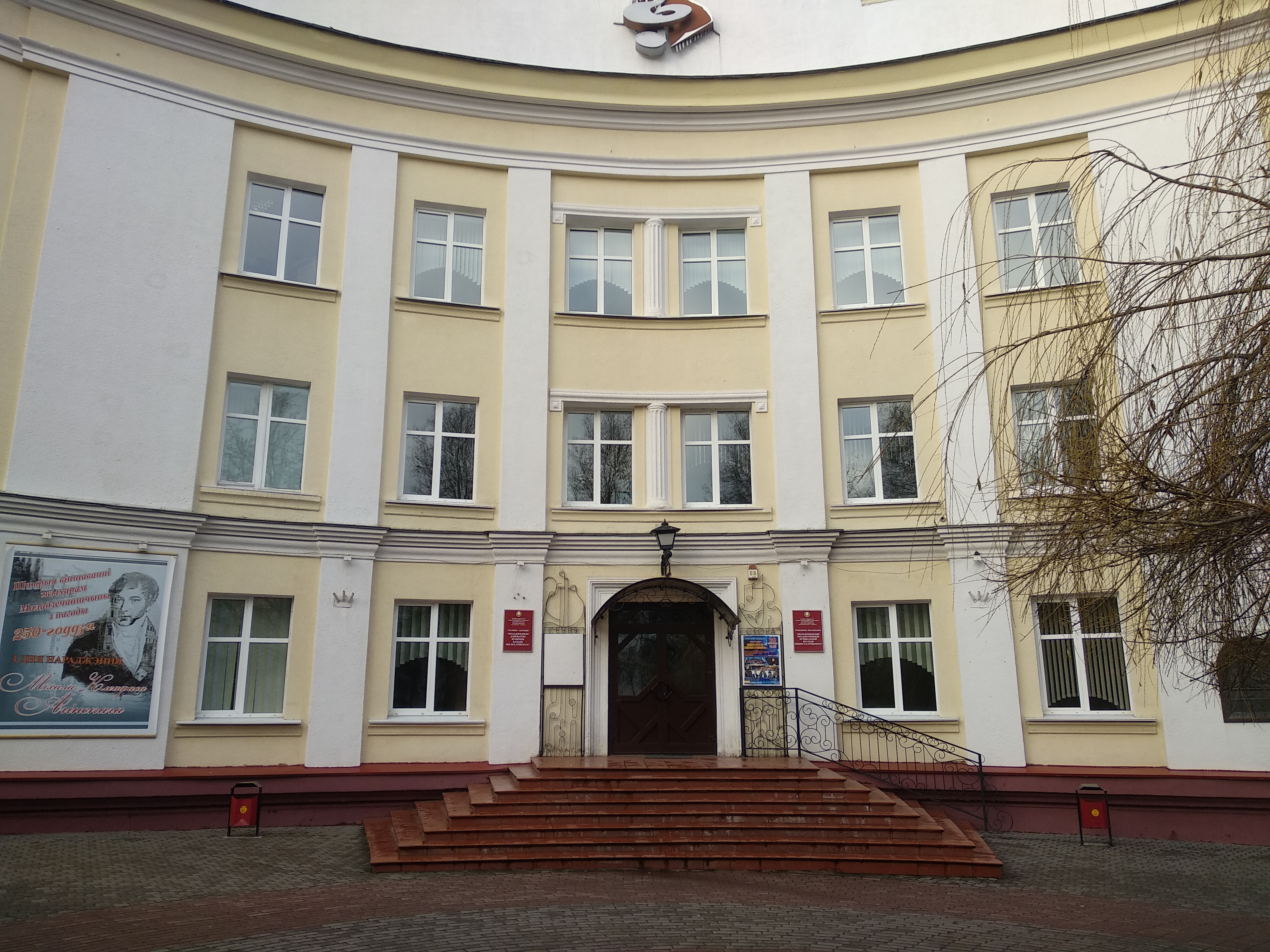
Молодечненский государственный музыкальный колледж имени М. К. Огинского

В 2017/2018 учебном году в районе действовало 53 учреждения дошкольного образования, которые обслуживали 6086 детей, и 36 учреждений общего среднего образования, в которых обучалось 14 365 детей. Учебный процесс обеспечивало 1609 учителей.
В Молодечно действует 6 учреждений среднего специального и профессионально-технического образования:
- Молодечненский государственный колледж[42]
- Молодечненский государственный политехнический колледж[43]
- Молодечненский государственный медицинский колледж имени И. В. Залуцкого
- Молодечненский государственный музыкальный колледж имени М. К. Огинского
- Молодечненский торгово-экономический колледж Белкоопсоюза
- Гимназия-колледж искусств г. Молодечно

В агрогородке Березинское действует Березинский аграрно-технический колледж (ранее-профессиональный лицей).

## Культура

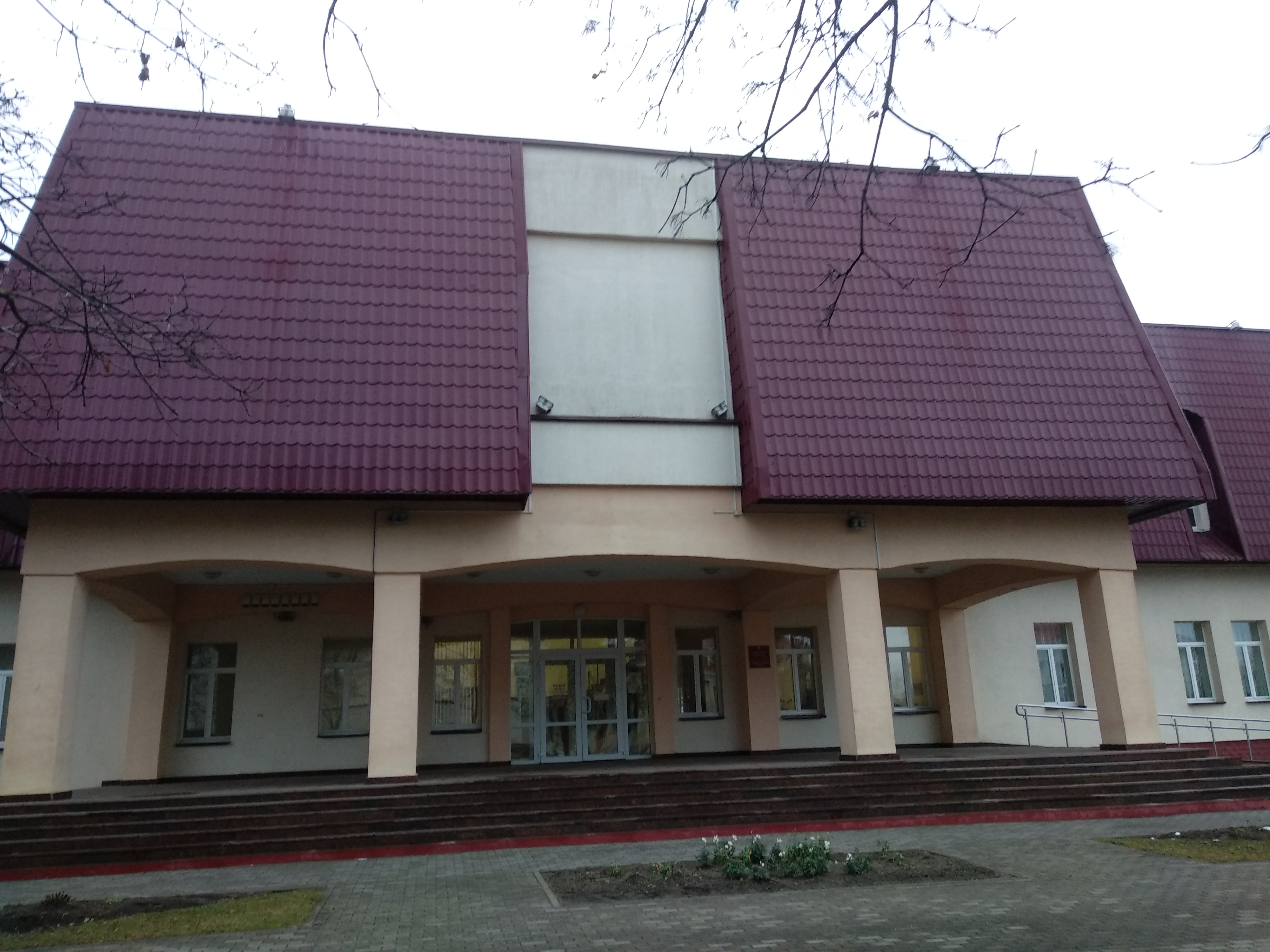
Минский областной краеведческий музей в Молодечно

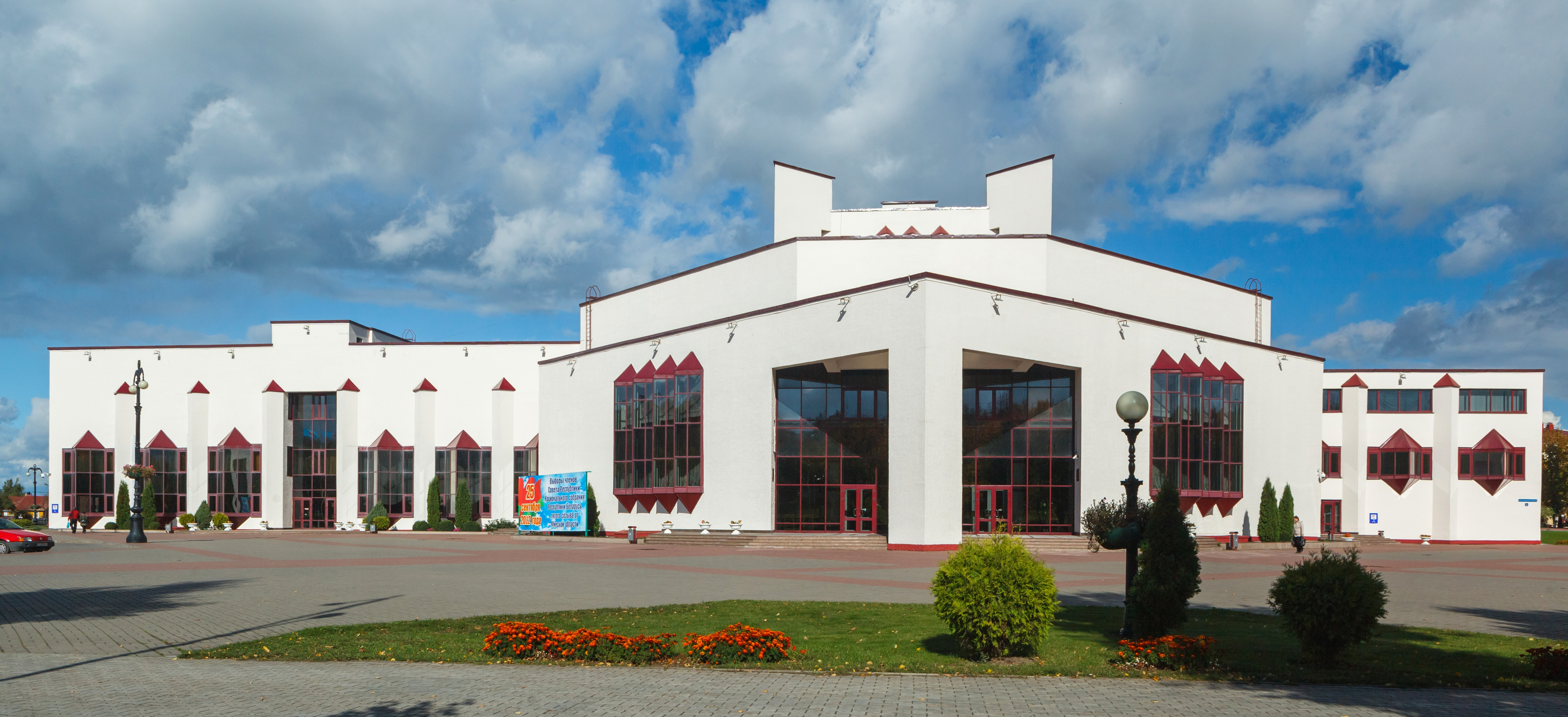
Дворец культуры в Молодечно

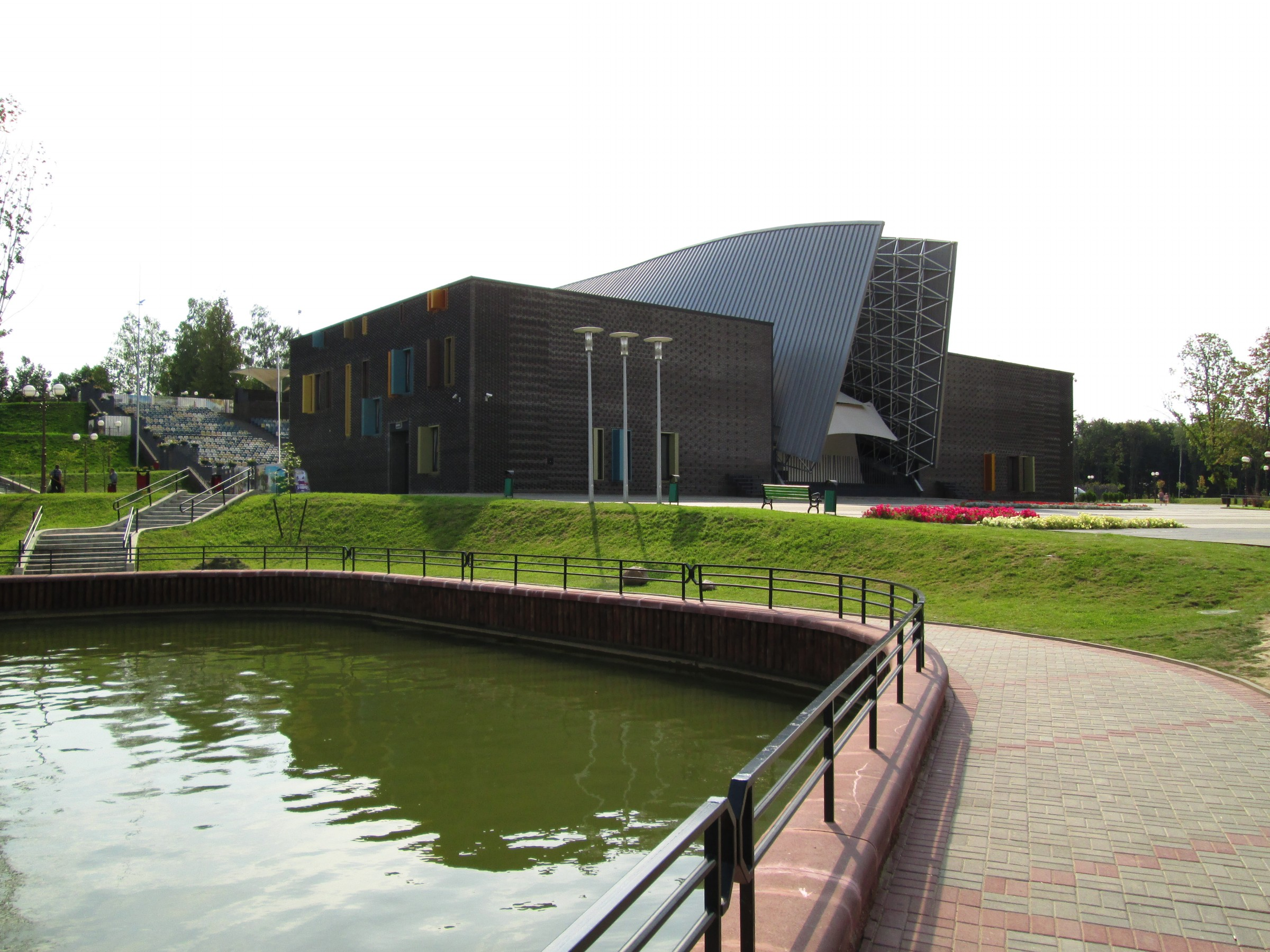
Летний амфитеатр в Молодечно

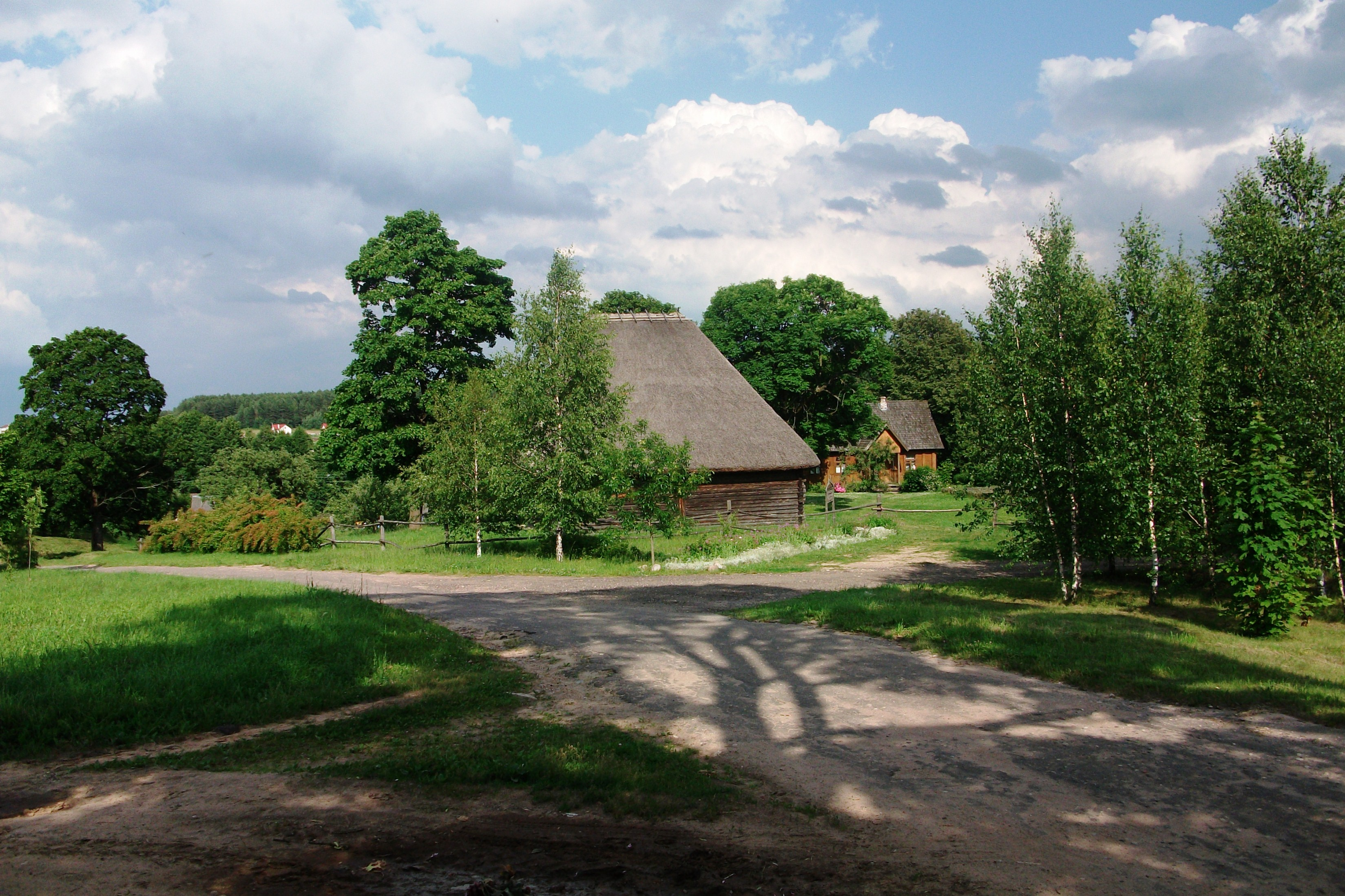
Фольварк Ракутёвщина, музей-усадьба Максима Богдановича в Ракутёвщина

Культурное обслуживание населения района осуществляют 56 учреждений: 22 клубные учреждения, 25 библиотек, 9 учреждений дополнительного образования. 59 творческих коллективов удостоены звания «народный», «образцовый», «заслуженный».
В районе осуществляют свою деятельность:
– учреждения областного подчинения: ГУ «Минский областной драматический театр», ГУ «Минский областной театр кукол «Батлейка», ГУ «Минский областной краеведческий музей» (Молодечно), УО «Молодечненский государственный музыкальный колледж имени М. К. Огинского»;
– филиалы государственных учреждений культуры республиканского подчинения: «Фальварак Ракуцеўшчына» ГУ «Литературный музей Максима Богдановича»; «Вязынка», «Яхімоўшчына» «Государственный литературный музей Янки Купалы»;
– ведомственные клубные учреждения ЗАО «Молодечномебель», УП «Энва» ОО «БелТИЗ»;
– Молодечненский филиал КУП «Минскоблкиновидеопрокат».
В 2016 году Минский областной драматический театр посетил 27 161 человек, Минский областной театр кукол «Батлейка» — 18 167 человек.
Минский областной краеведческий музей насчитывает 49,7 тыс. музейных предметов основного фонда. В 2016 году его посетили 16,5 тыс. человек.  

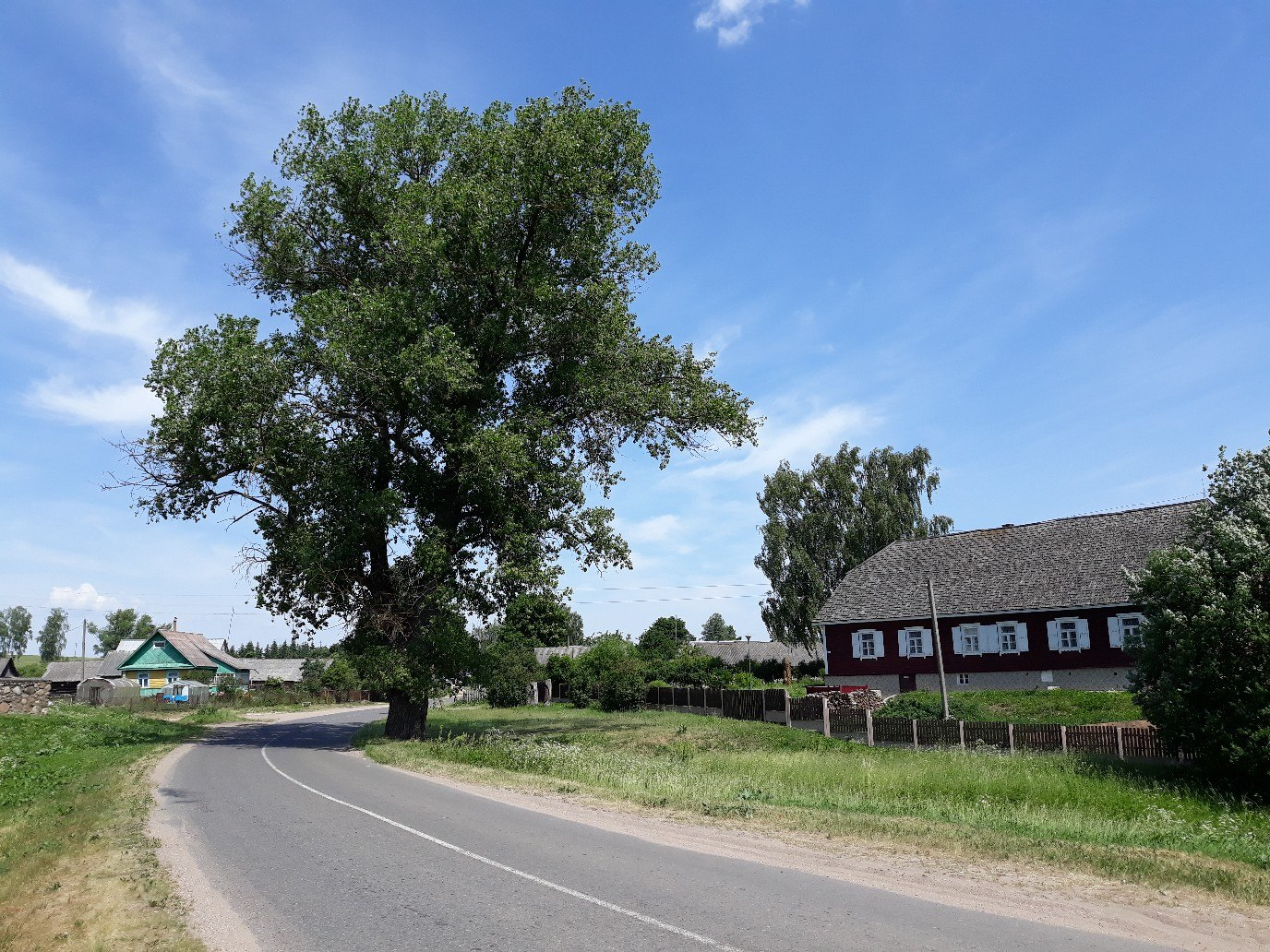
Центр традиционной культуры и быта в Плебань

В 2017 году публичные библиотеки района посетили 33,1 тыс. человек, которым было выдано 581,8 тыс. экземпляров книг и журналов. Библиотеки района проводят совместные акции с посольствами США и Франции, Институтом Гёте и Институтом Польским.
Действуют 9 детских школ искусств, детский центр культуры «Росток» и районный центр ремёсел.

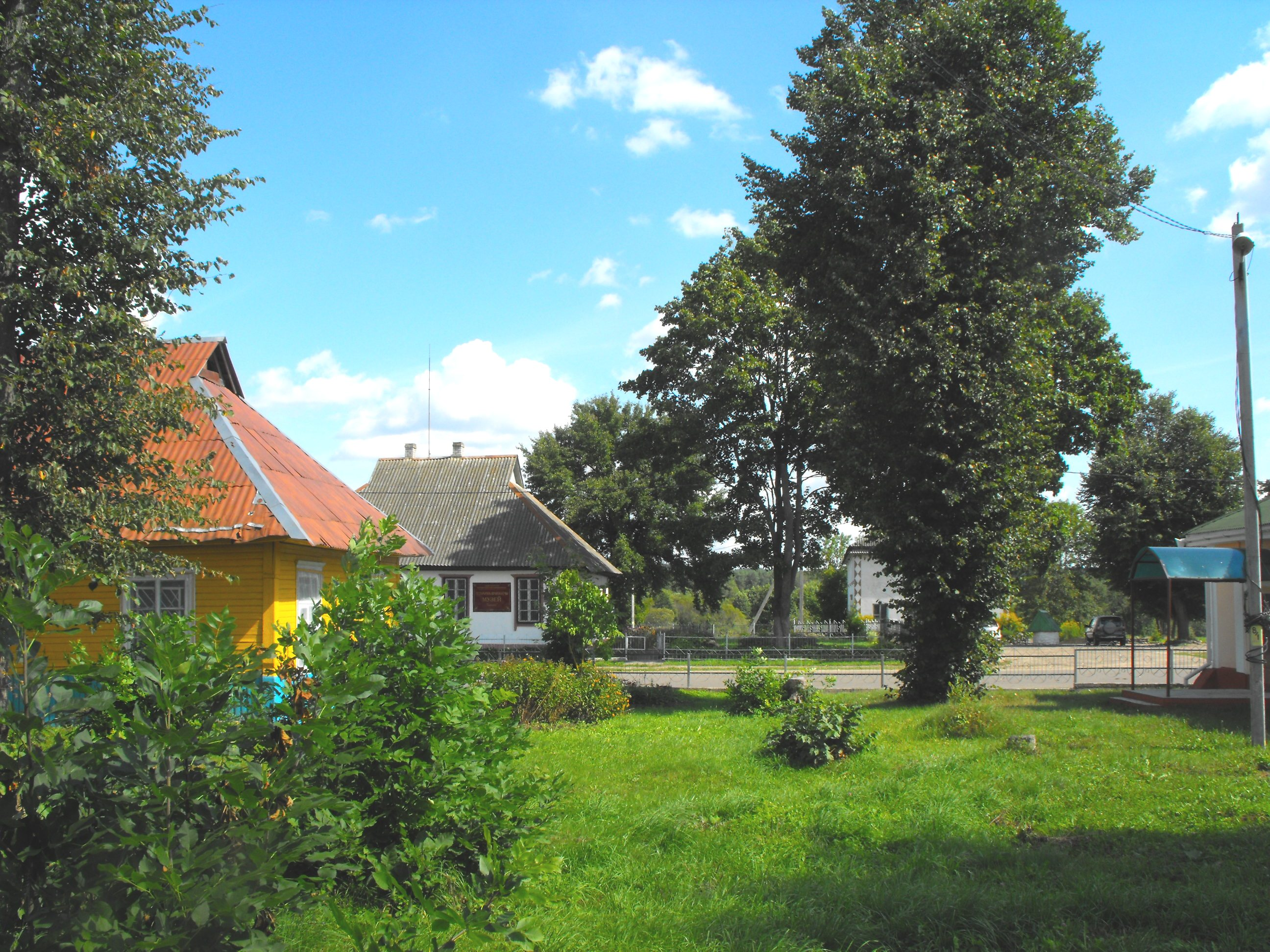
Историко-литературный музей в Центре культуры и быта в Городке

В Плебань расположен центр традиционной культуры и быта на базе филиала государственного музея истории белорусской литературы, в Городке — историко-литературный музей в Центре культуры и быта.
В Радошковичи расположен музей ОАО «Белхудожкерамика».
В 2023 году постановлением Министерства культуры Республики Беларусь от 30 мая 2023 года № 80 статус нематериальной историко-культурной ценности присвоен элементу «Культура белорусской дуды на Минщине» в г. Молодечно.

## События и мероприятия
- В районе проводятся театральный фестиваль «Маладзечанская сакавіца» и национальный фестиваль белорусской песни и поэзии.
- В 1999, 2006 и 2013 гг. район стал местом проведения фестиваля «Адна зямля». В 1999 г. — в Чисть, в 2006 и 2013 гг. — в Молодечно.

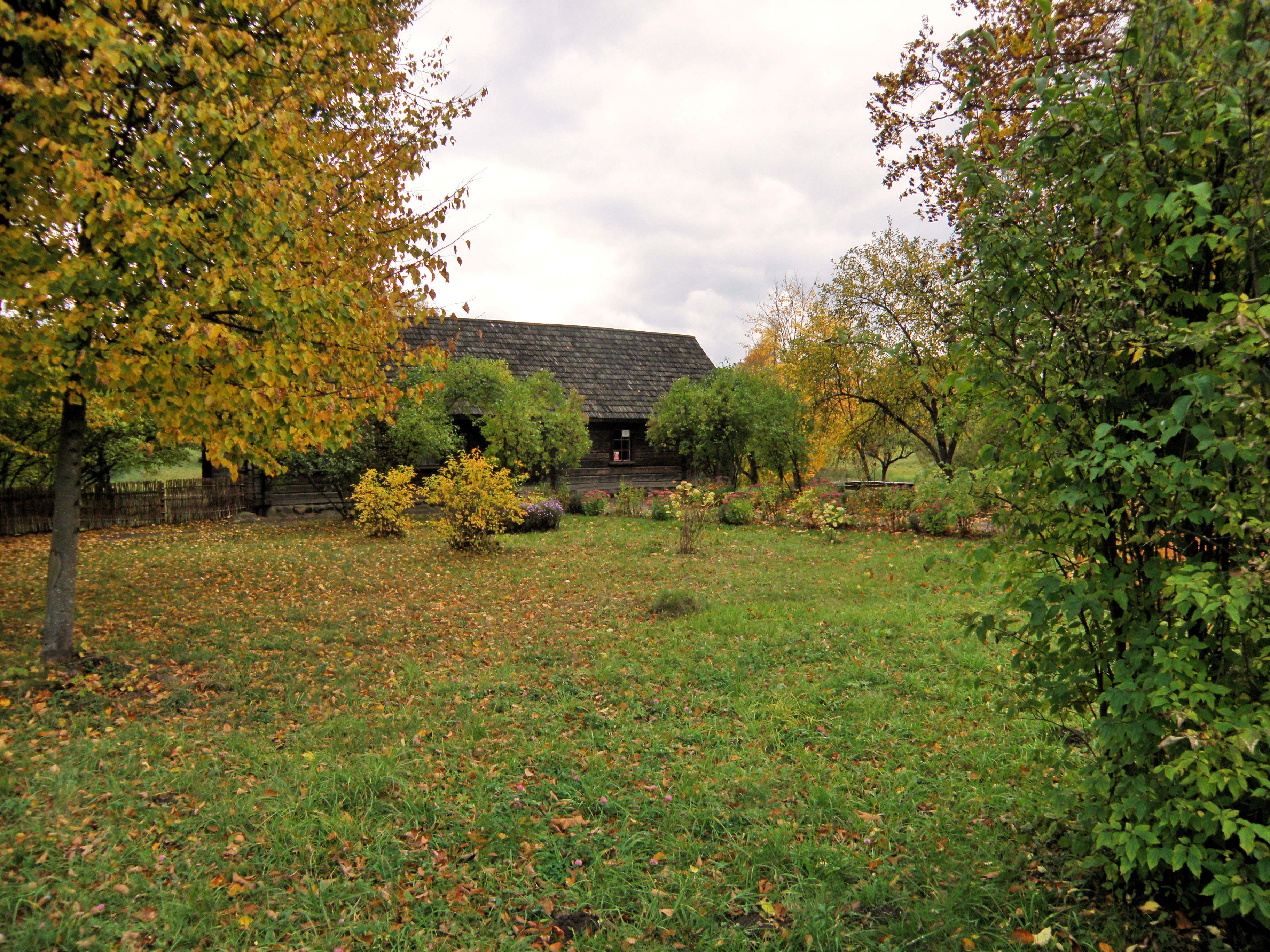
Музей Я. Купалы в Вязынка

- Музей Я. Купалы в ВязынкаЕжегодно в Фольварк Ракутёвщина проходит фестиваль поэзии и песни «Ракутёвское лето», посвящённый памяти Максима Богдановича: в июле на территории музея собираются поэты, музыканты и певцы, устраиваются спектакли по произведениям М. Богдановича.

## Религия
В районе зарегистрированы 50 религиозных общин — 27 православных, 10 католических, 1 греко-католическая, 1 иудейская и др..

## Достопримечательности
В районе взяты под государственную охрану 295 памятников истории и культуры, в том числе 160 — памятников истории, 47 — памятников архитектуры, 23 — памятника археологии, 7 — усадебно-парковых зон, 58 — мемориальных досок.
В Государственный список историко-культурных ценностей Республики Беларусь внесено 30 объектов на территории Молодечненского района, 26 материальных объектов, 5 нематериальных объекта, в том числе:
- 11 памятников археологии: 8 городищ (г. Молодечно, д. Васьковцы, д. Вязынка, аг. Городок, д. Дуброво, д. Красное, д. Порадовщина, г. п. Радошковичи), Каменный крест (д. Полочаны), 2 курганных могильника (д. Пекари, д. Удранка);
- 7 памятников истории: 4 братские могилы (в г. Молодечно, д. Дуброво, д. Красное, г. п. Радошковичи), памятник (экипажу самолета Н. Ф. Гастелло), филиал «Фальварак Ракуцеўшчына» ГУ «Литературный музей Максима Богдановича», могила повстанцев в д. Плебань;
- 7 памятников архитектуры: 2 костёла (д. Беница и д. Плебань), 3 церкви (д. Груздово, д. Красное, аг. Лебедево), учительская семинария или Корпус бывшего монастыря тринитариев (г. Молодечно); здание филиала УО «Молодечненский государственный политехнический колледж»;
- 1 памятное место: Купаловский мемориальный заповедник «Вязынка», на территории которого находится дом, где родился Я. Купала, памятник поэту работы скульптора 3аира Азгура, сад. В доме поэта находится филиал литературного музея Я. Купалы, расположенного в Минске.
В деревне Мясота расположен памятник Виленскому тракту (1979) — летописный  камень, установленный в честь известных людей, проезжавших по этому старинному тракту.

### Особо охраняемые природные территории[6]
- Ботанические памятники природы местного значения — Лиственница в Лебедевском лесничестве, «Парк «Березинское»,  «Парк «Яхимовщина», «Парк «Малиновщина», «Польские культуры лиственницы», «Пихта белая», «Вередовский дендропарк», «Дуб д. Шиково», «Дуб в Лебедевском лесничестве», «Сосна Веймутова», «Вековые дубы в деревне Холхлово», «Вековая аллея в д. Бояры», «Лесные культуры с участием пихты белой», «Лиственница в Лебедевском лесничестве»
- Гидрологические памятники природы местного значения — «Родник «Лешно», «Криница Богдановича».
- Геологические памятники природы местного значения — «Шведская гора», «Гора Маяк», «Гора Копланщина», «Гора Курган», «Слободковская выдма».
- Заказники — ландшафтный заказник местного значения «Бортники», водно-болотный заказник местного значения «Чисть», гидрологический заказник местного значения «Вязынка», заказник местного значения «Вередовский Бор».

## Галерея

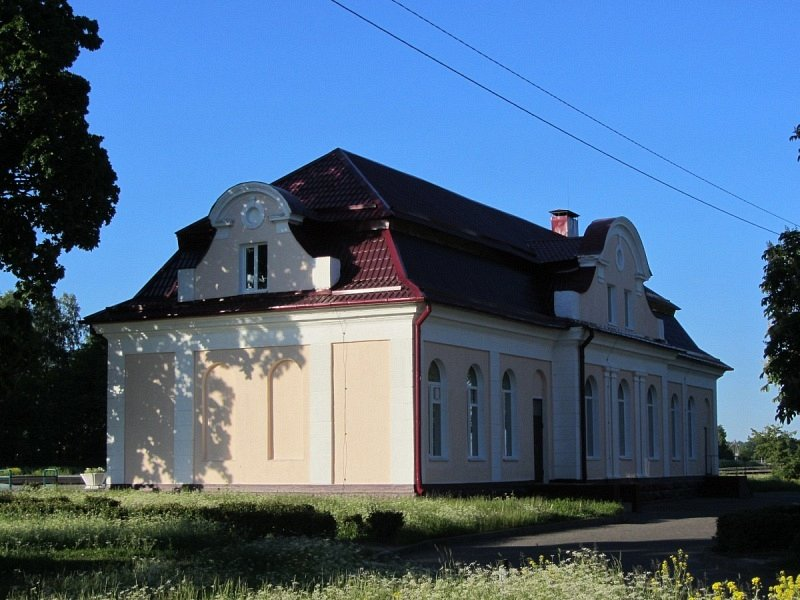
Здание ж/д станции в Полочаны
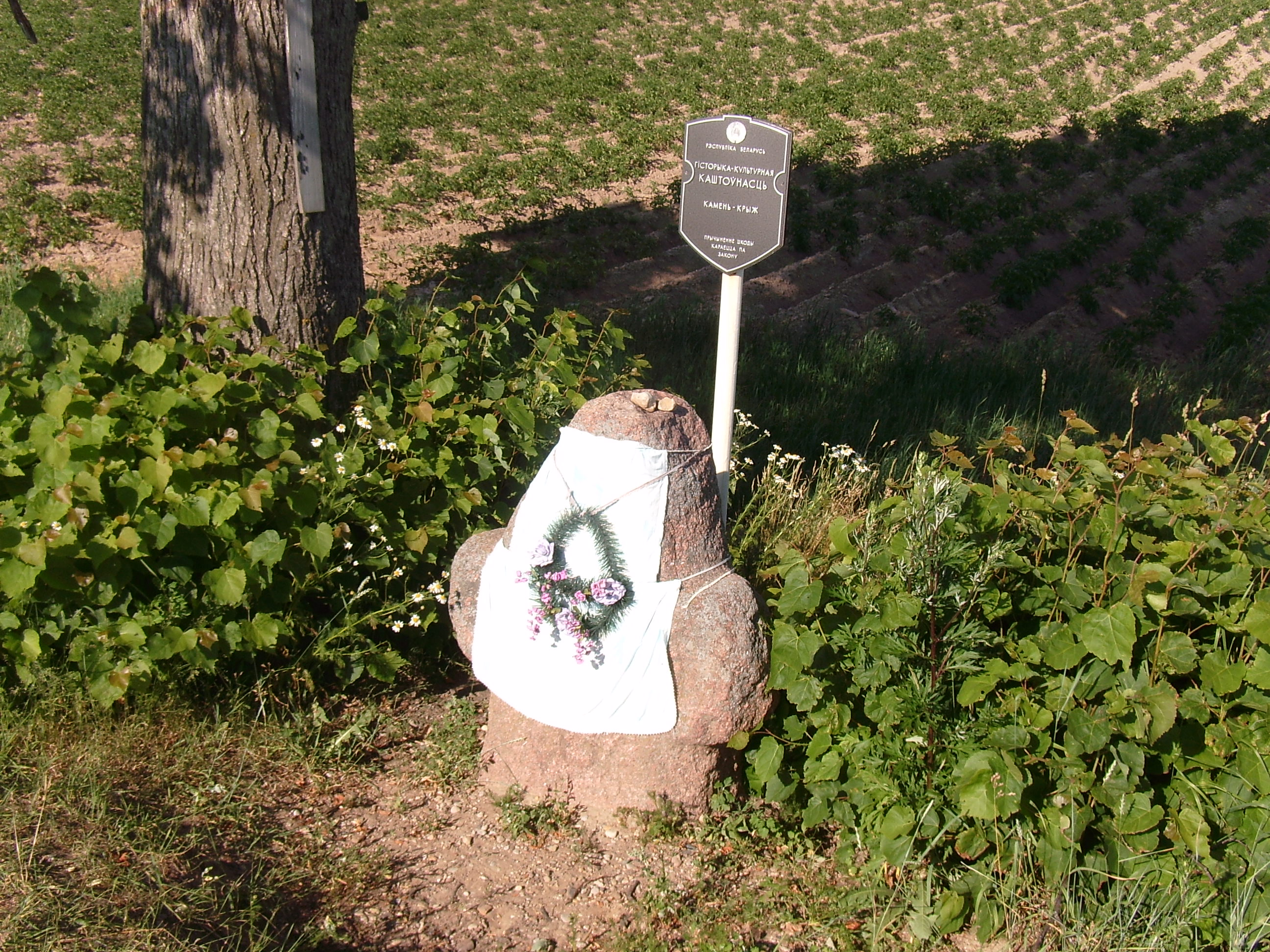
Каменный крест периода Средневековья около Полочаны
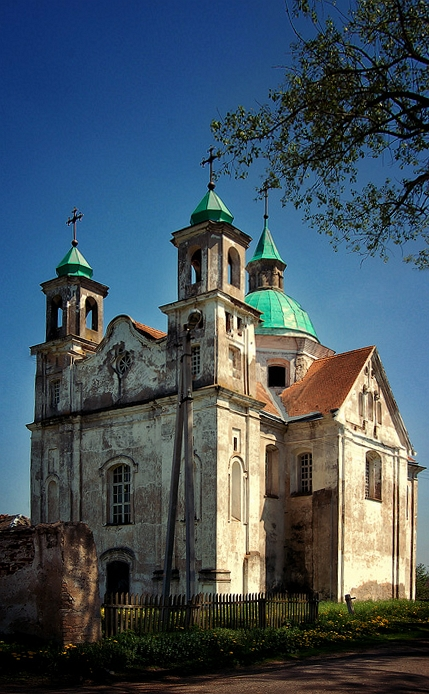
Костёл Пресвятой Троицы в Бенице
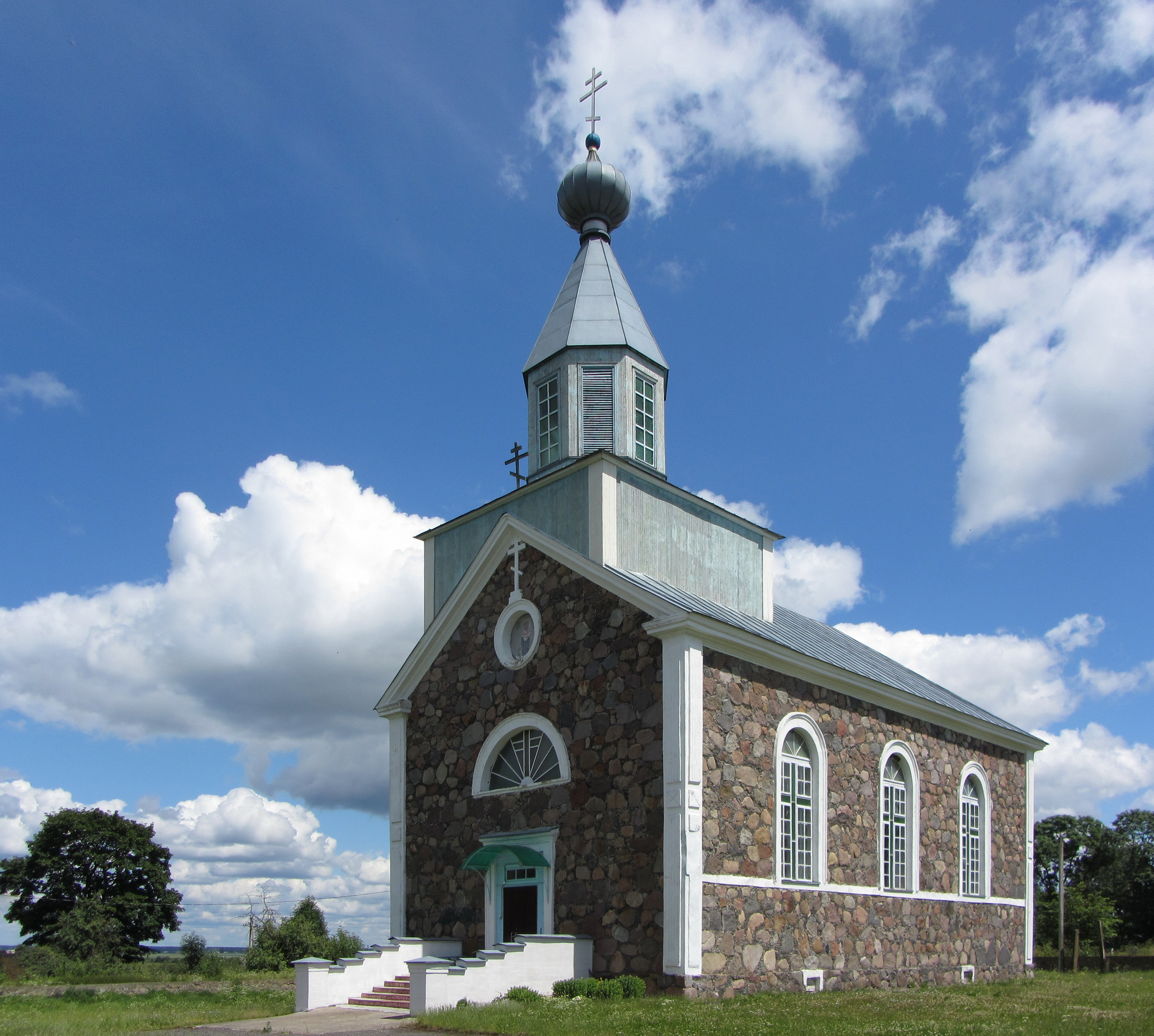
Церковь Покрова Пресвятой Богородицы в Бенице
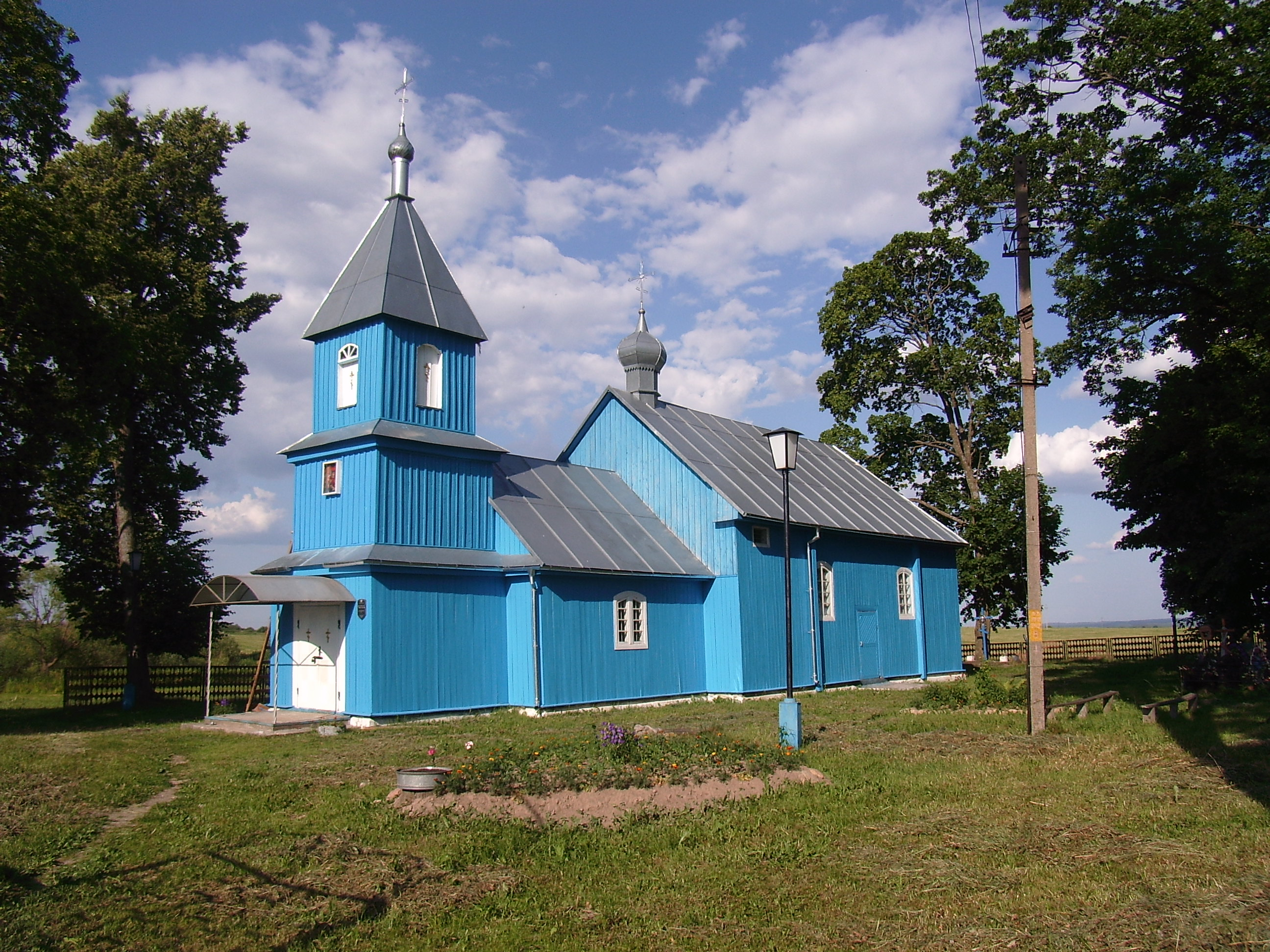
Церковь Ризоположения Богородицы в Груздово
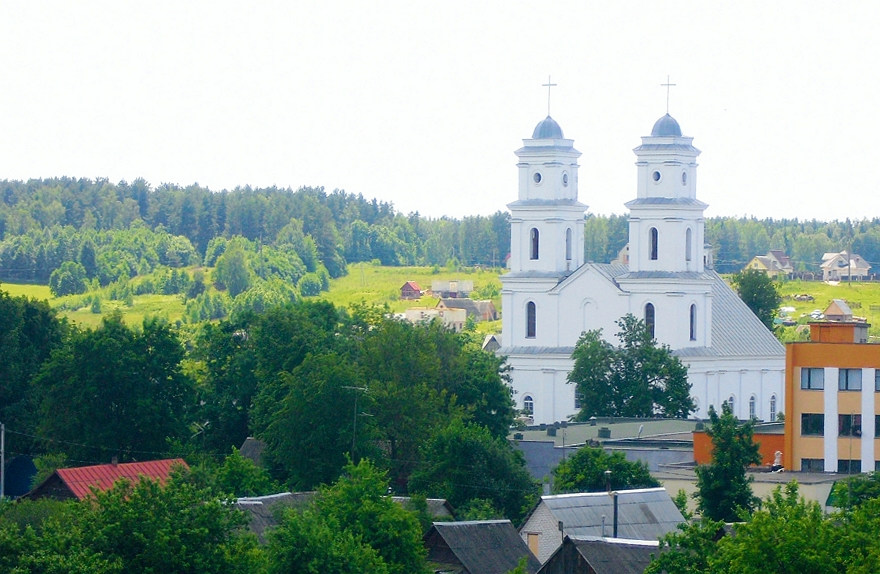
Троицкий костёл в Радошковичи
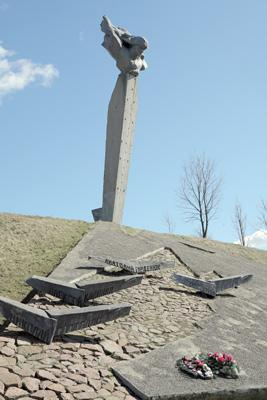
Памятник экипажу самолёта Н. Гастелло в Радошковичи
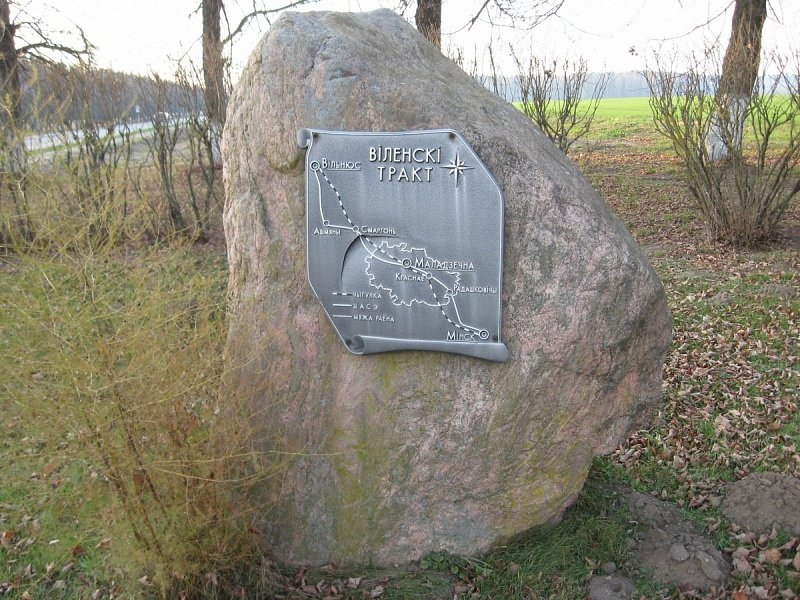
Памятник Виленскому тракту в Мясота
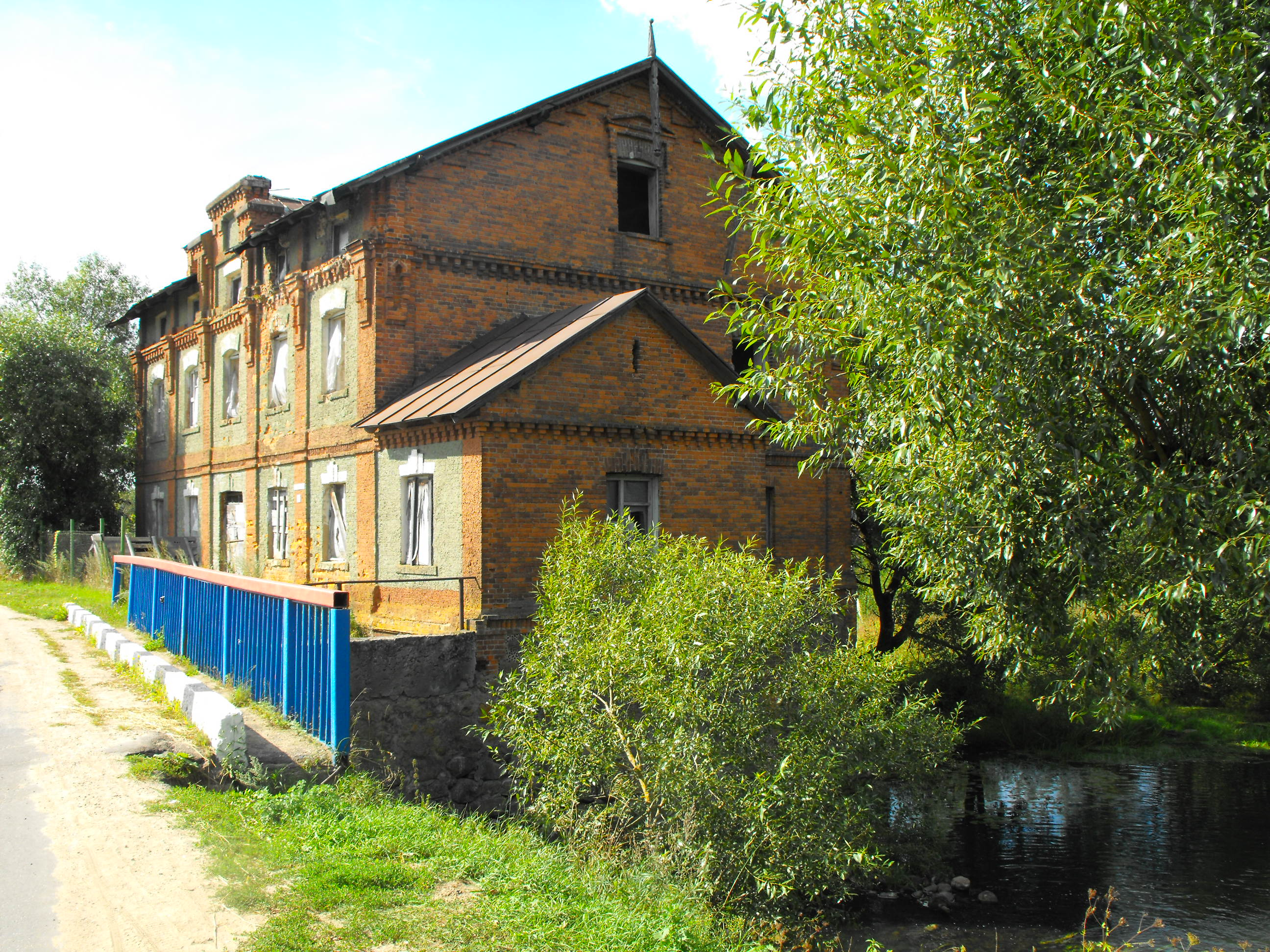
Водяная мельница в Городок
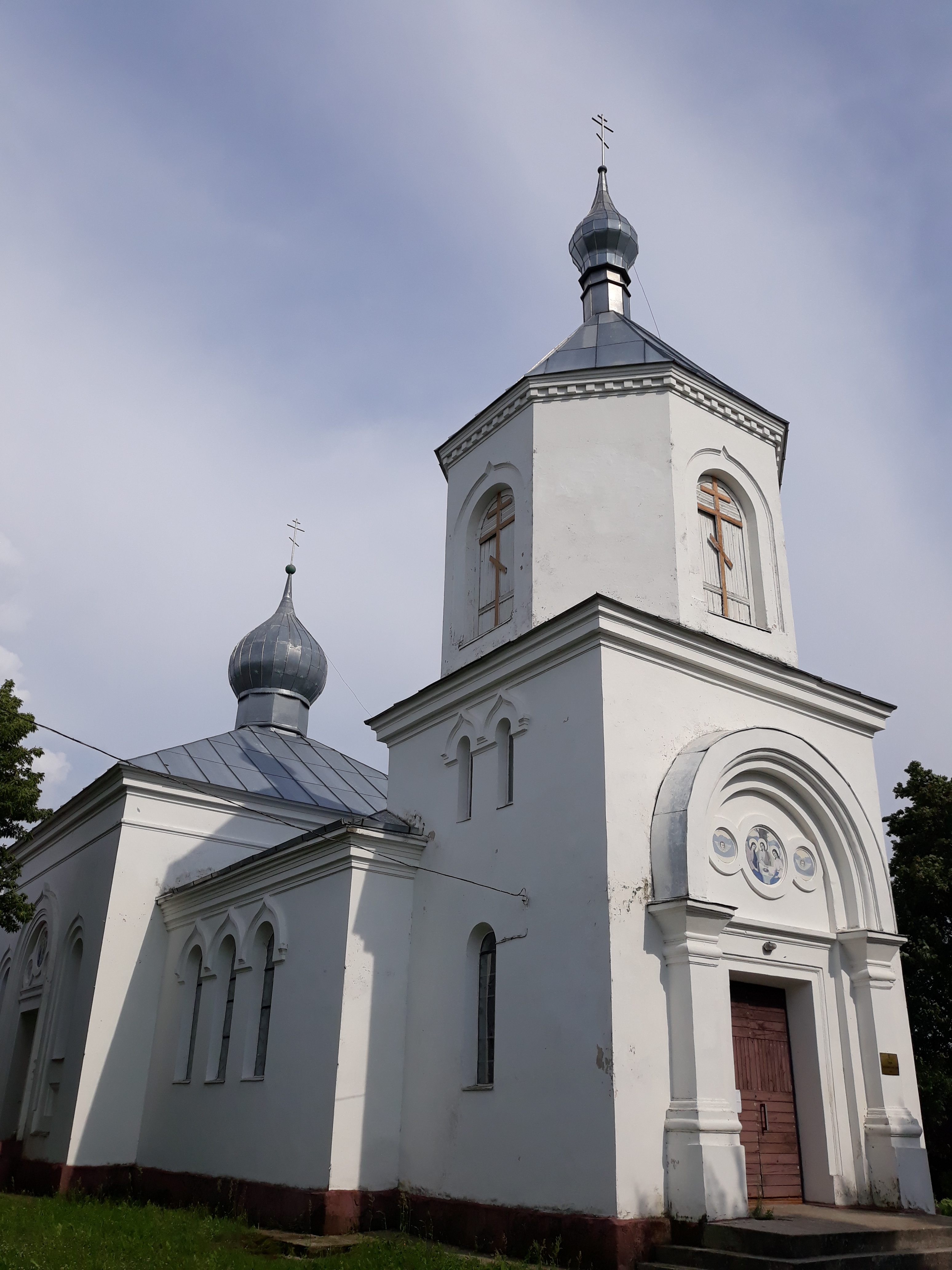
Церковь Св. Троицы в Городок
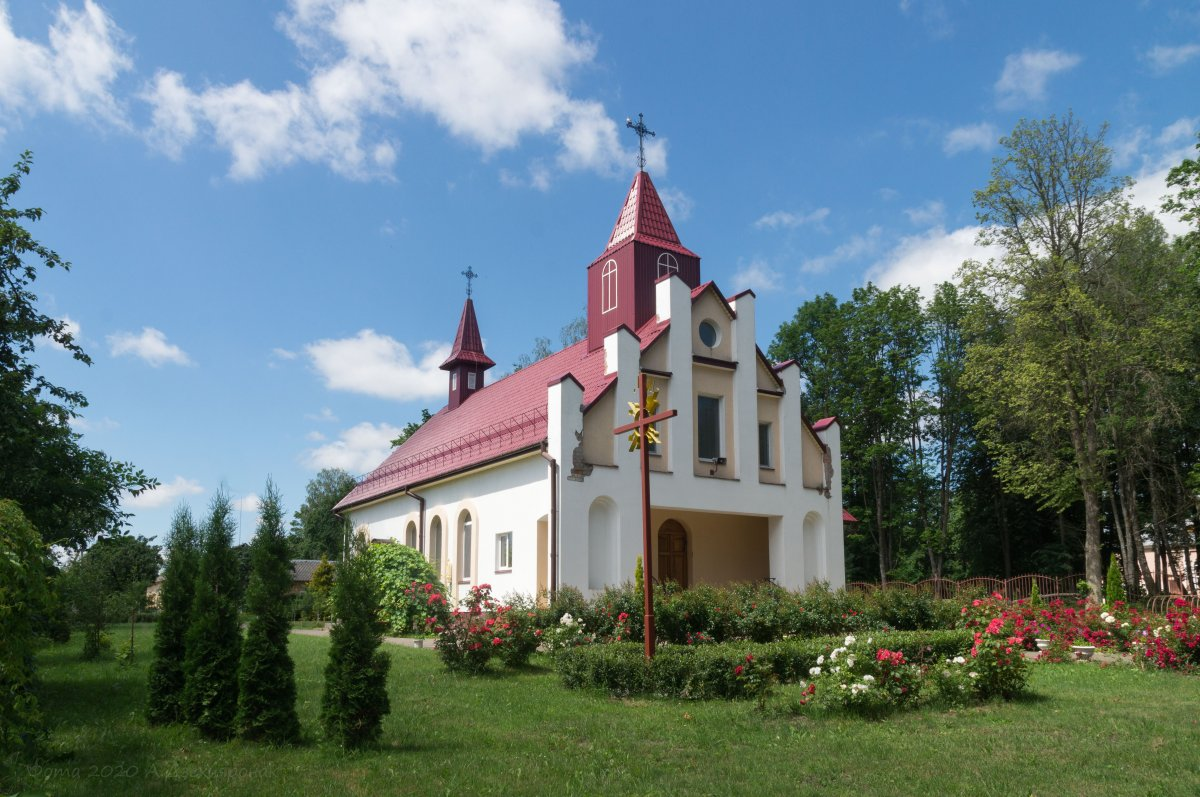
Костёл Божьего Тела в Березинское
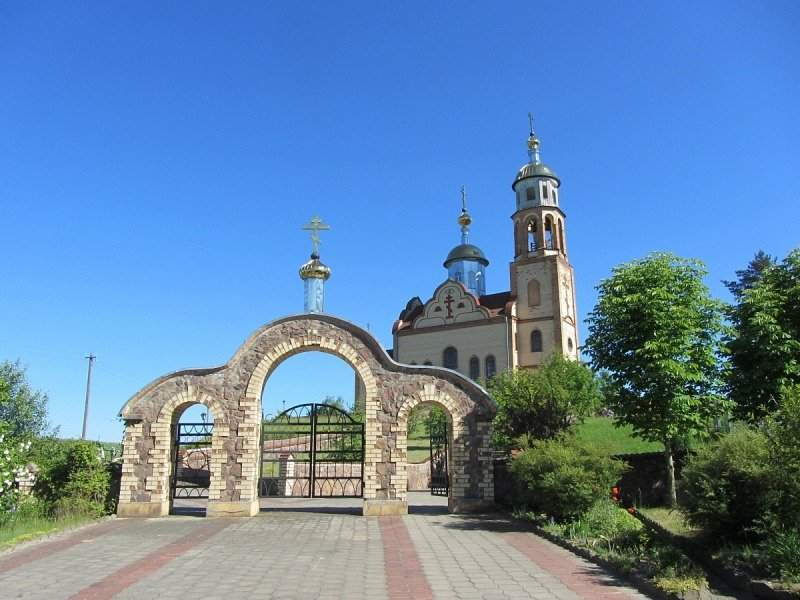
Свято-Николаевская церковь в Чисть
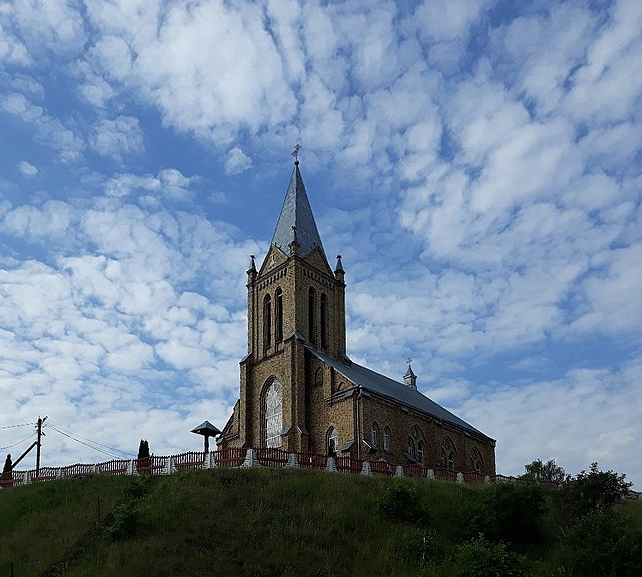
Костёл Вознесения Пресвятой Девы Марии в Красное
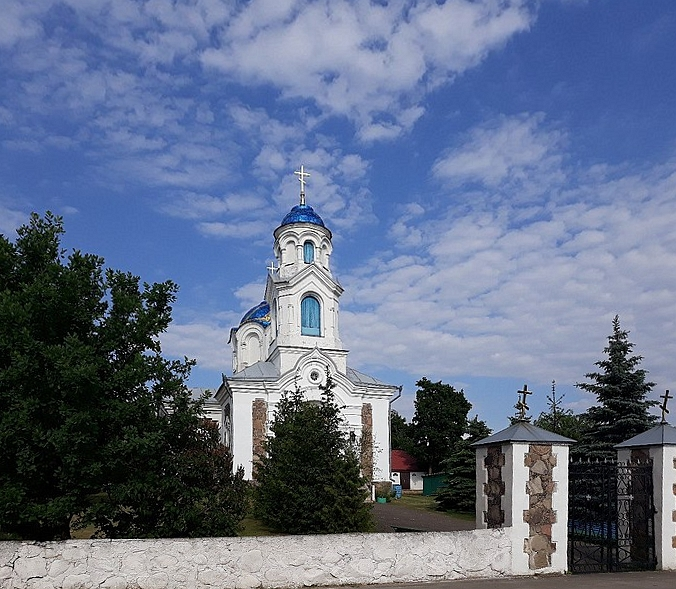
Церковь Покрова Пресвятой Богородицы в Красное
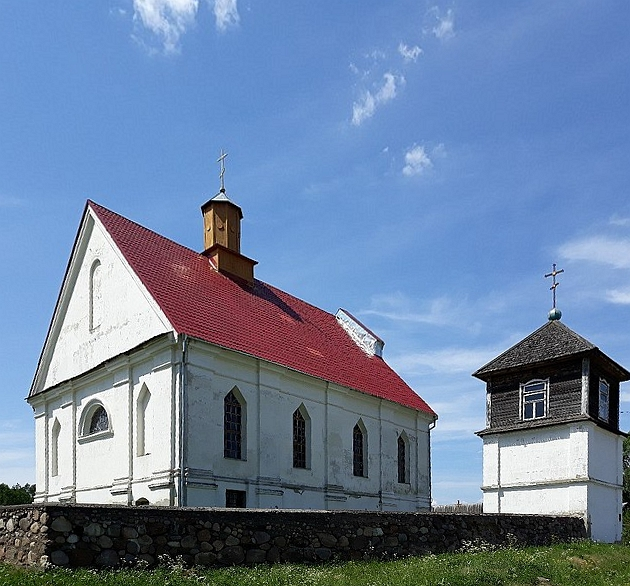
Успенская церковь (бывший костёл) с колокольней в Плебань
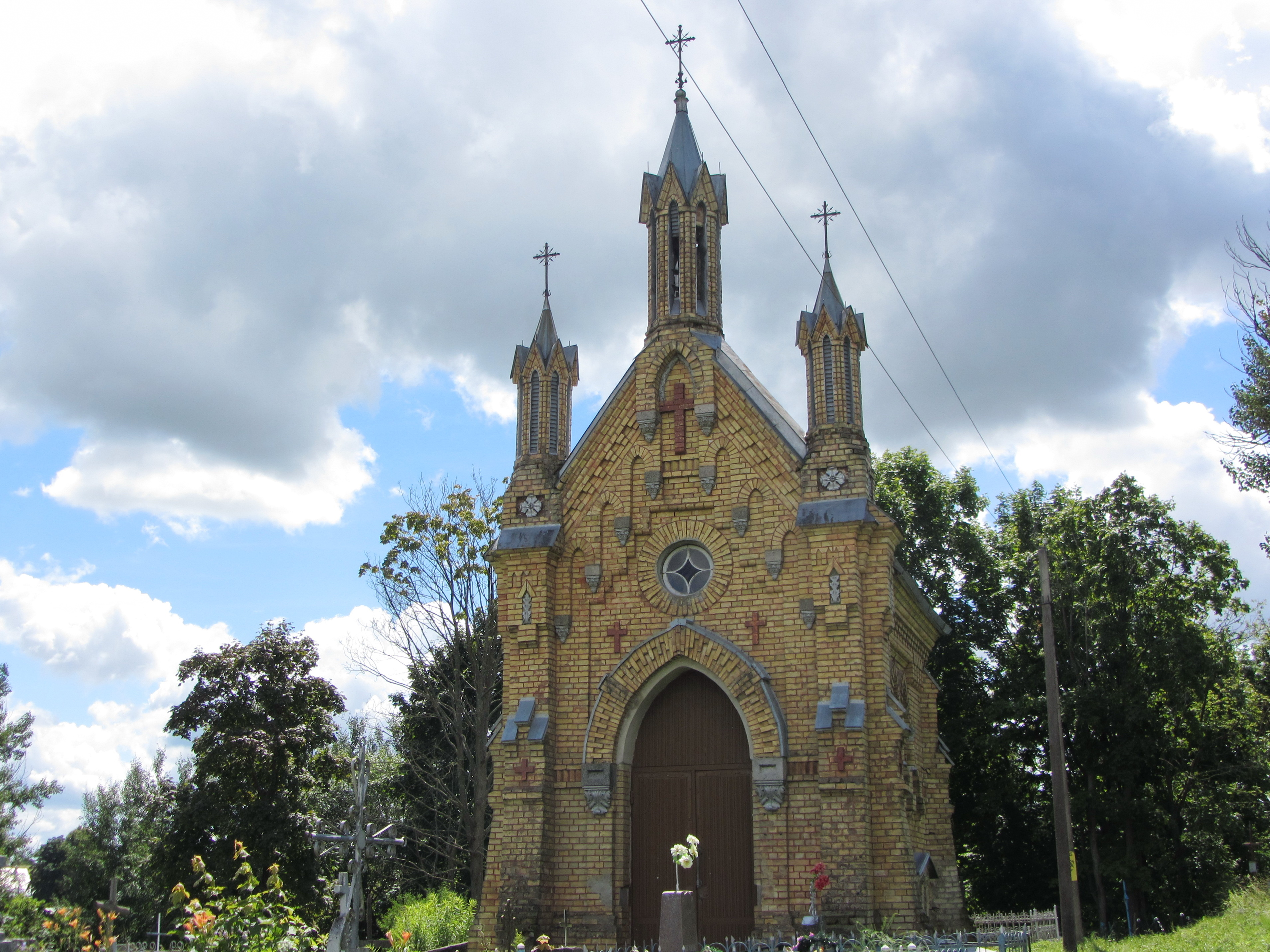
Католическая часовня-усыпальница в Лебедево
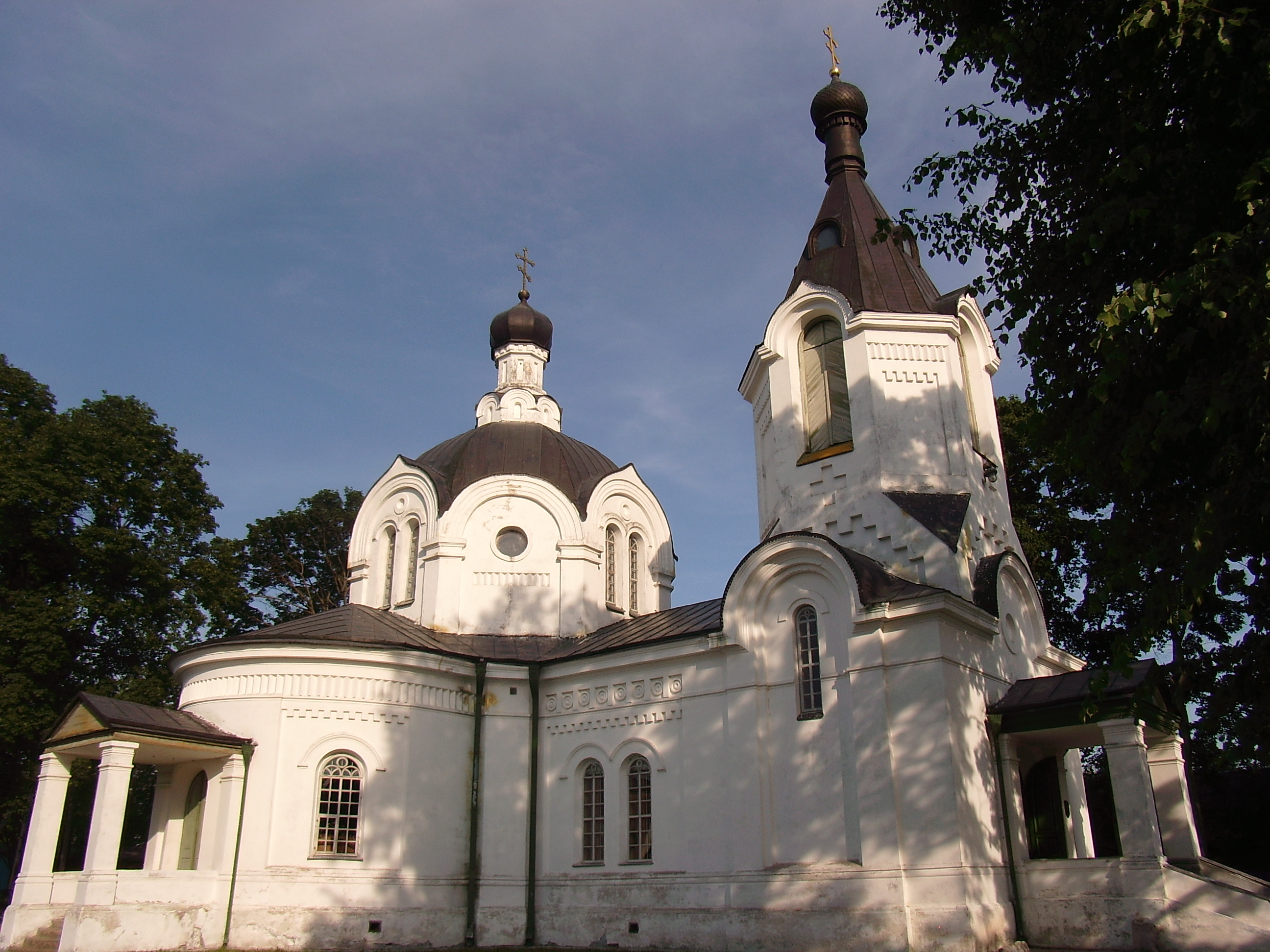
Церковь Святой Троицы в Лебедево
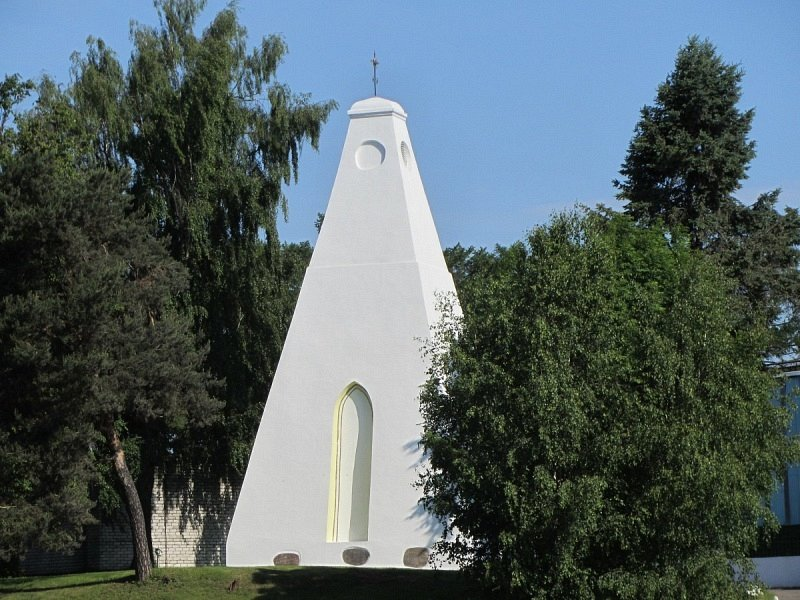
Часовня-усыпальница Свенторжецких в Малиновщина
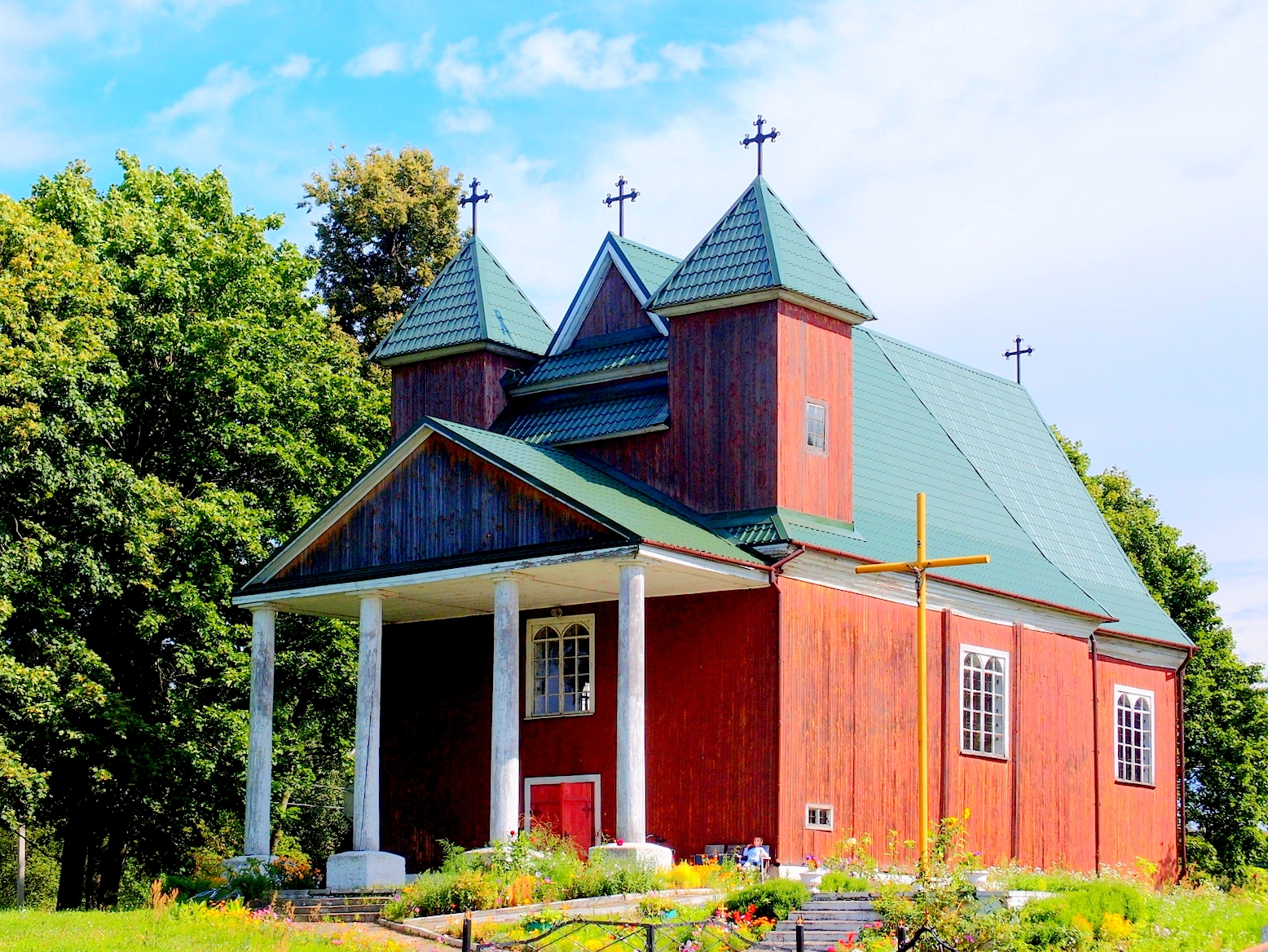
Костёл Пресвятой Девы Марии в Холхлово
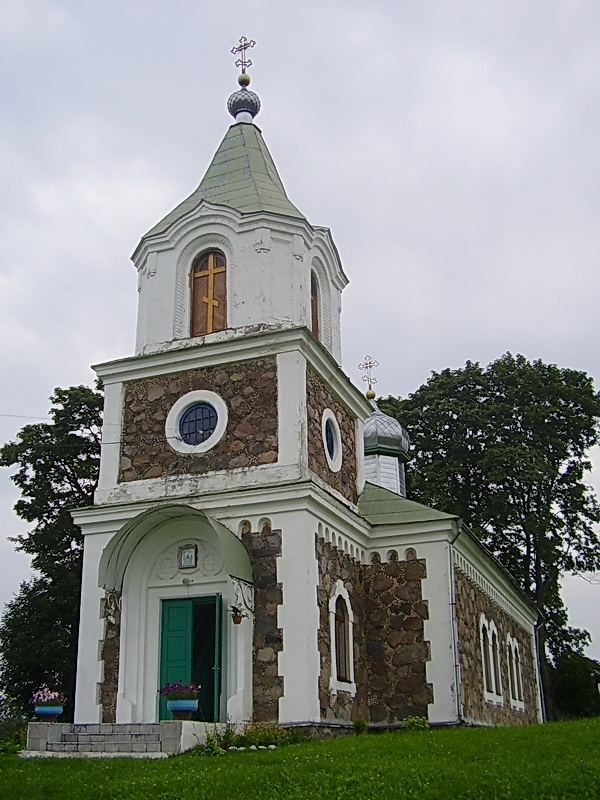
Свято-Троицкая церковь в Марково
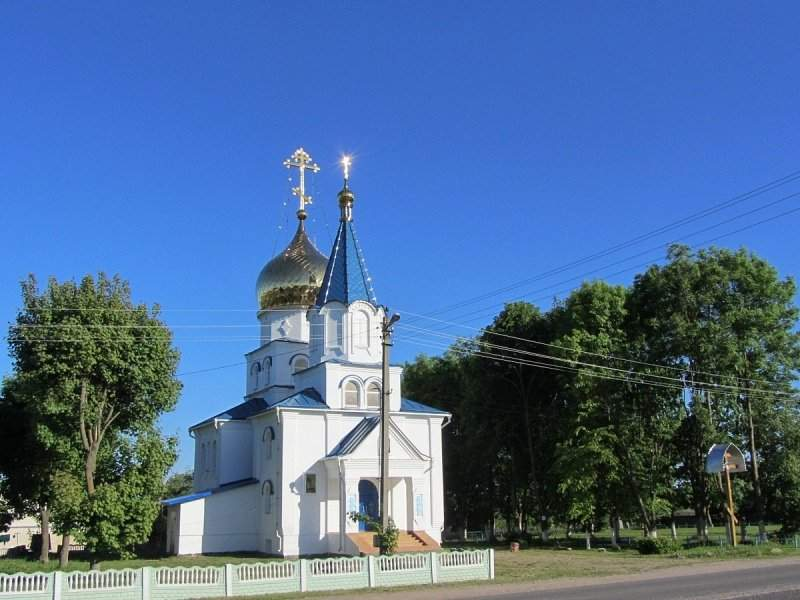
Церковь Александра Невского в аг. Хожово
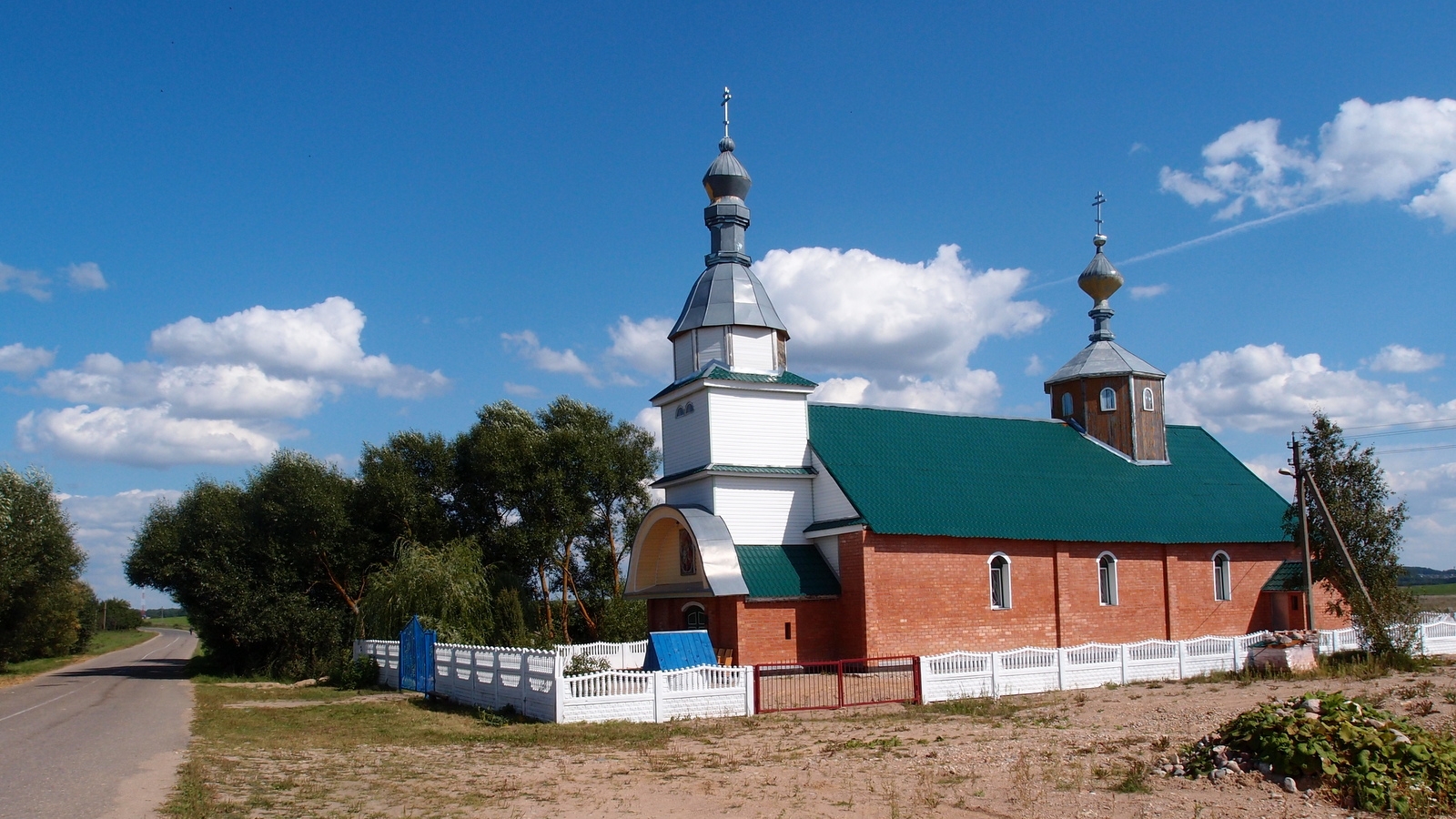
Церковь Рождества Пресвятой Богородицы в Дуброво
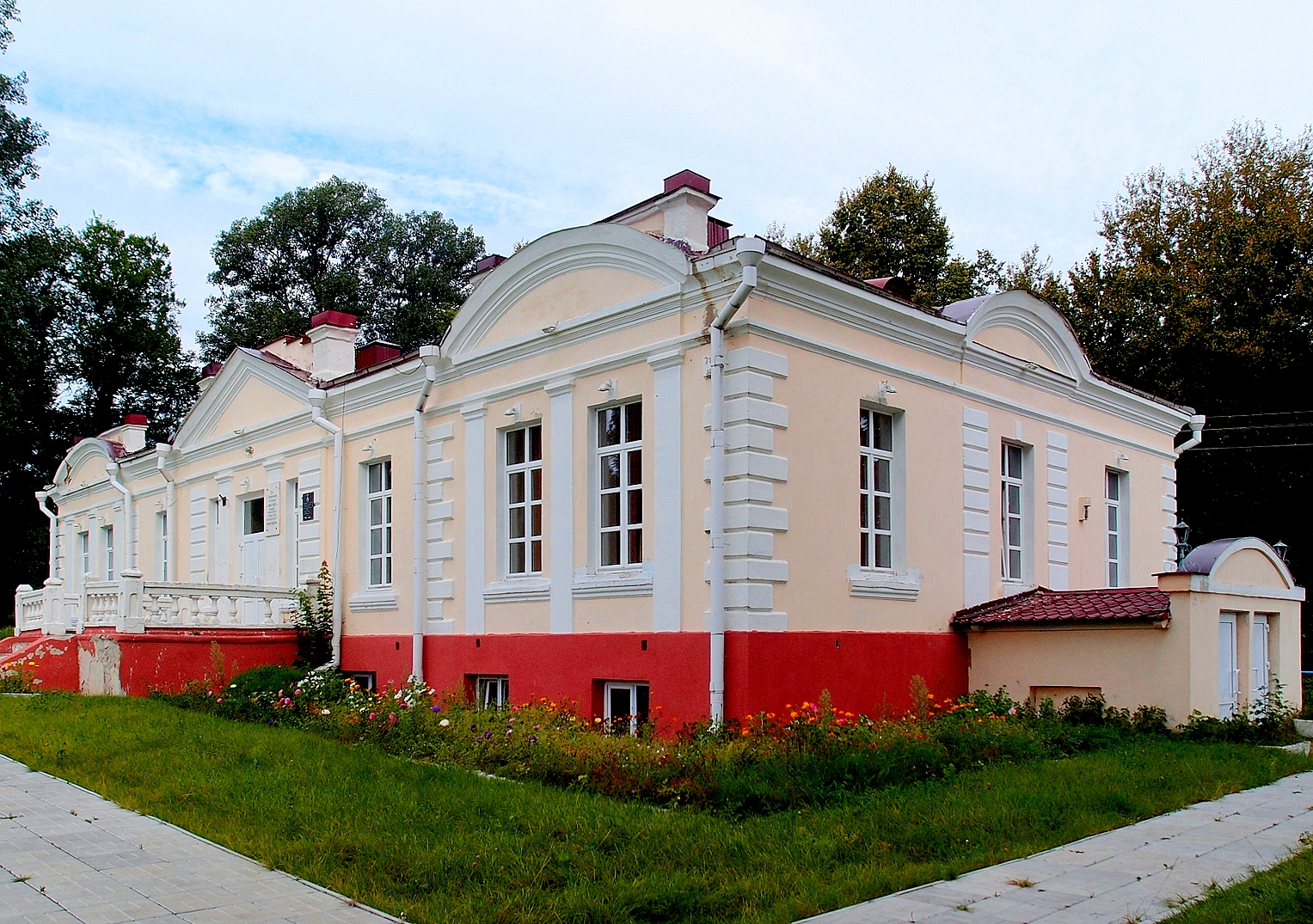
Усадьба Сулистровских в Яхимовщина

## Спорт
В Молодечненском районе базируются две профессиональные футбольные команды — «Молодечно-ДЮСШ-4» (в прошлом — «Металлург») и «Чисть».

## СМИ
- «Маладзечанская газета»[51]
- «МКТВ»

## Международное сотрудничество
Список городов-побратимов и городов-партнёров (дата установления отношений):
- Сокульский район, Польша (2003 год)
- Борский район, Россия (13 сентября 2007 года)
- Любытинский район, Россия (2008 год)
- Светловский городской округ, Россия (3 июля 2015 года)
- Муниципалитет Марибора, Словения (16 мая 2016 года)